# Ruanda
Ruanda, cuyo nombre oficial es República de Rwanda (en kiñaruanda: Republika y’u Rwanda; en inglés: Republic of Rwanda; en francés: République du Rwanda), es un país en África Oriental, África Central o África centro-este sin salida al mar. Limita al norte con Uganda, al este con Tanzania, al sur con Burundi y al oeste con la República Democrática del Congo. Es un pequeño país ubicado en la región de los Grandes Lagos de África; conocido como las «nieblas de África», también por su fauna salvaje, principalmente por sus gorilas de montaña, por sus ciudades típicas y por los parques nacionales y parajes naturales que ofrece su paisaje montañoso. Su terreno fértil y montañoso, que le da el título de «Tierra de las mil colinas» (en francés: Pays des Mille Collines; /pei de mil kɔ.lin/), debe soportar las poblaciones más densas del continente africano.
Ruanda es un país de rentas bajas, que en las décadas desde 1995 a al menos 2019 viene consiguiendo unas de las cuotas de crecimiento más altas del continente. Gran parte de la población trabaja en la agricultura, principalmente de subsistencia, pero hay una creciente producción mineral y procesamiento de productos agrícolas. El turismo es actualmente la principal fuente de renta del país, y desde 2008 la minería ha sobrepasado al café y té como principal fuente de productos para exportación.
Aunque es recordado aún hoy por las sangrientas guerras que lo azotaron a final del pasado siglo, y particularmente por el genocidio ocurrido en 1994, en el que las muertes superaron el millón de personas, Ruanda es, dos décadas más tarde, el país más seguro del continente y el quinto a nivel mundial, según el informe Gallup de 2015, el cual mide la sensación de seguridad ciudadana; según un informe de 2017 del Foro Económico Mundial, es igualmente el más seguro del continente y el noveno del mundo. Por otra parte, el índice de paz global, que incluye factores como el nivel de militarización o las relaciones exteriores, coloca a Ruanda en el puesto 88 del mundo en 2023, siendo en 2018 el peor dato la proporción de población encarcelada, aún muy elevado tras los juicios por el genocidio.
Ruanda ha desarrollado algunas de las políticas más favorables del mundo para las mujeres. La Constitución ruandesa ha exigido que las mujeres ocupen un treinta por ciento de los puestos electos. En 2019, con cuarenta y nueve mujeres en el Parlamento, el porcentaje asciende al sesenta y un por ciento: el más alto del mundo. Cuatro de los siete puestos del tribunal supremo están ocupados por mujeres.

## Historia

### Época precolonial
En un principio el territorio ruandés estaba habitado por los pigmeos de origen twa, que se dedicaban especialmente a la caza. En el siglo XI, estos recibieron a los hutus, que se establecieron de forma sedentaria y convivieron con ellos en paz. En el siglo XIV llegaron granjeros tutsis a la zona y pasaron a formar parte de una sociedad constituida por twas y hutus. En el siglo XVI los tutsis comienzan una campaña militar contra los hutus y se convierten en señores de la mayoría hutu en algo así como una sociedad de señores feudales con un rey, mwami. 
El primer monarca conocido de Ruanda fue Gihanga, de la dinastía Banyiginya, que se convirtió en soberano del país (mwami) hacia 1091. Ruanda era entonces una confederación de clanes. La población ruandesa precolonial estaba estructurada en una veintena de clanes formados por pastores (los tutsis), agricultores (la mayoría hutus) y artesanos (los twas). Los twa descienden de los pigmeos que habitaban originariamente la región. El clan es la referencia identitaria de todo ruandés. Cada clan tenía un jefe llamado mwami de linaje patriarcal. Uno de los clanes, liderado por un linaje tutsi, dominaba la región y su mwami era considerado el rey de Ruanda. La población hablaba la misma lengua, el kiñaruanda, compartía la misma religión, a veces podía casarse entre sí y podía pasar de una casta a otra gracias a un favor del mwami comparable al ennoblecimiento. Se ha criticado la aplicación del concepto de etnia a estas poblaciones. Este sistema clientelar, a veces calificado de feudal, se basaba en la posesión de rebaños o tierras. Esta estructura estaba encarnada por un jefe de ganado, un jefe de tierras y un jefe militar.
El Reino de Ruanda, gobernado por el clan tutsi Nyiginya, se convirtió en el estado dominante a partir de mediados del siglo XVIII, expandiéndose a través de un proceso de conquista y asimilación, alcanzando su apogeo bajo el reinado del rey Kigeli Rwabugiri en 1853-1895. Rwabugiri extendió el reino hacia el oeste y el norte, y puso en marcha reformas administrativas que abrieron una brecha entre las poblaciones hutu y tutsi. Entre ellas figuraban la uburetwa, un sistema de trabajos forzados que los hutus debían realizar para recuperar el acceso a las tierras que les habían sido confiscadas, y el ubuhake, en virtud del cual los jefes tutsis entregaban ganado a clientes hutus o tutsis a cambio de servicios económicos y personales.

### Colonización alemana
A finales del siglo XIX, los alemanes conquistaron el país. Ruanda formó parte del África Oriental Alemana en virtud del derecho internacional desde 1890 mediante el Tratado de Heligoland-Zanzíbar hasta el final de la Primera Guerra Mundial. Sin embargo, la zona no se incorporó a la colonia alemana ni se controló hasta una fase tardía. 
La guerra y la división abrieron la puerta al colonialismo, y en 1897 colonialistas y misioneros alemanes llegaron a la ubicación de Ruanda. Se dice que algunos de ellos pensaron que la tribu Osi y los hutus podrían haber estado aquí. Los ruandeses estaban divididos; una parte de la corte real desconfiaba y la otra pensaba que los alemanes podían ser una buena alternativa al dominio de Buganda o los belgas, Apoyando a su facción en el país pronto se instauró un gobierno dócil. Ruanda opuso menos resistencia que Burundi al dominio alemán.

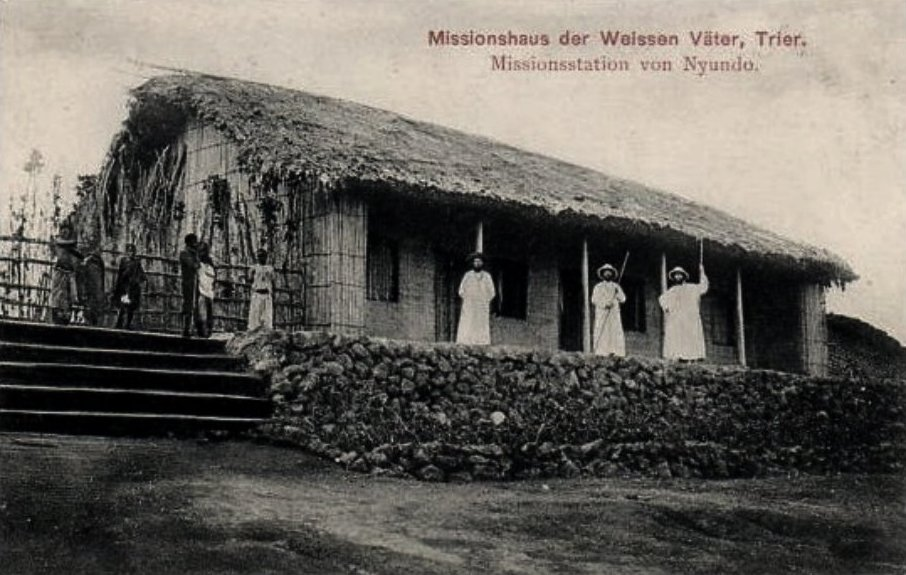
Misioneros católicos (Padres Blancos o Patres Albi) en Nyundo cerca de 1901

Los alemanes no fomentaron la modernización ni la centralización del régimen, pero introdujeron el cobro de impuestos en metálico. Los alemanes esperaban que los impuestos en metálico, en lugar de los impuestos en especie, obligaran a los campesinos a dedicarse a cultivos comercializables, como el café, con el fin de adquirir el efectivo necesario para pagar los impuestos. Esta política provocó cambios en las economías ruandesa, burundesa, congoleña y nigeriana.
Durante este periodo, cada vez más se introdujeron reformas raciales. Los funcionarios y colonos alemanes en Ruanda incorporaron algunas teorías locales a sus políticas autóctonas. Los alemanes creían que la clase dirigente tutsi era racialmente superior a los demás pueblos nativos de Ruanda debido a sus supuestos orígenes "hamitas" en el Cuerno de África, lo que creían que los hacía más "europeos" que los hutus. Los colonos, entre los que se encontraban poderosos funcionarios católicos romanos, favorecían a los tutsis por su mayor estatura, su personalidad más "honorable y elocuente" y su disposición a convertirse al catolicismo romano. Los alemanes favorecieron el dominio de los tutsis sobre los granjeros hutus (casi de forma feudalista) y les concedieron puestos de gobierno básicos. Con el tiempo, estos cargos se convirtieron en el órgano de gobierno general de Ruanda.
Antes del periodo colonial, los tutsis constituían entre el 15 y el 16% de la población. Aunque muchos hutus eran campesinos pobres, constituían la mayoría de la élite gobernante y la monarquía. Una minoría significativa de la restante élite política no tutsi era hutu.
La presencia alemana tuvo efectos algo diferentes en la autoridad de los poderes gobernantes ruandeses. Los alemanes ayudaron a los mwami a aumentar su control sobre los asuntos ruandeses. Pero el poder tutsi se debilitó con el crecimiento del comercio y la mayor integración con mercados y economías exteriores. El dinero llegó a ser visto por muchos hutus como un sustituto del ganado, tanto en términos de prosperidad económica como de creación de prestigio social. Otra forma en que Alemania debilitó el poder de los tutsis fue mediante la introducción del impuesto sobre la cabeza de todos los ruandeses. Como temían algunos tutsis, el impuesto también hizo que los hutus se sintieran menos vinculados a sus patrones tutsis y más dependientes de los extranjeros europeos. Un impuesto sobre la cabeza implicaba la igualdad entre los censados. A pesar del intento alemán de mantener la tradicional dominación tutsi sobre los hutus, éstos empezaron a cambiar de ideas.
En 1899, los alemanes habían colocado asesores en las cortes de los jefes locales. Los alemanes estaban preocupados por la lucha contra las revueltas en Tanganica, especialmente la guerra de Maji Maji de 1905-1907.
En 1894, el teniente primero alemán conde Gustav Adolf von Götzen fue el primer europeo en pasar dos meses en la corte real ruandesa. Los misioneros africanos Padres Blancos fundaron su primera estación misionera en 1900. En 1907 se abrió la primera base alemana en Kigali. Richard Kandt se convirtió en el residente imperial en Ruanda. En ningún momento hubo más de una docena de funcionarios coloniales alemanes desplegados en la zona. En una conferencia colonial celebrada en Bruselas en 1910, se establecieron las fronteras del Congo Belga, la Uganda británica y el África Oriental alemana, que también incluía Ruanda-Burundi. En 1911, las fuerzas de protección alemanas y los jefes tribales tutsis sofocaron un levantamiento popular en el norte. Entre 1913 y 1914 comenzó el cultivo de café para la exportación, así como la introducción del impuesto de capitación.

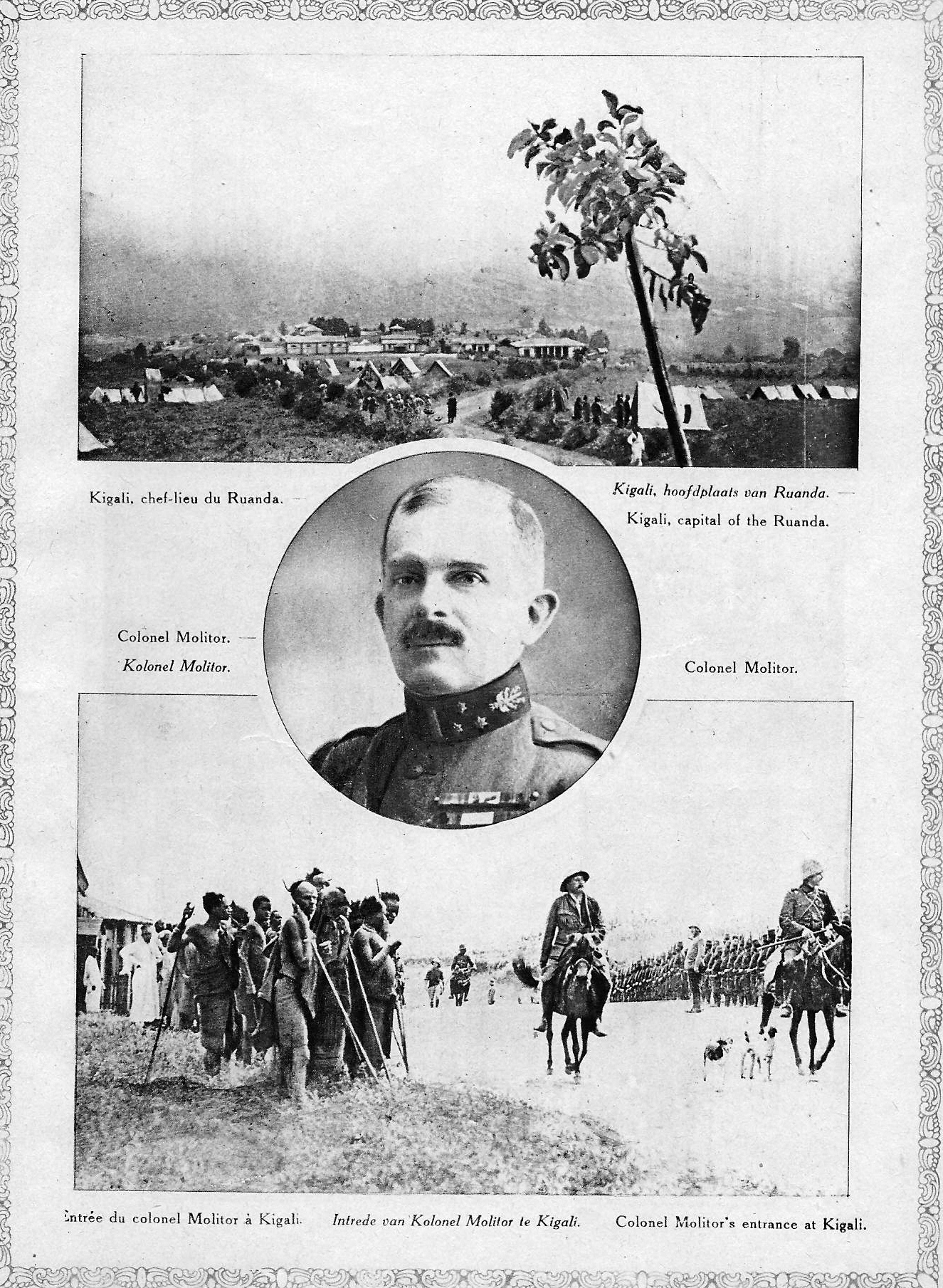
El coronel de Bélgica Philippe Molitor ocupó la ciudad alemana de Kigali en 1916 (África Oriental Alemana)

### Colonización de Bélgica
Al final de la Primera Guerra Mundial, Bélgica aceptó el Mandato de la Sociedad de Naciones de 1916 para gobernar Ruanda como uno de los dos reinos que formaban el territorio Ruanda-Urundi, junto con su actual colonia del Congo al oeste. La porción del territorio alemán, que nunca formó parte del Reino de Ruanda, fue despojada de la colonia y anexionada al mandato de Tanganica. Una campaña militar colonial de 1923 a 1925 sometió a los pequeños reinos independientes del oeste, como Kingogo, Bushiru, Bukunzi y Busozo, al poder de la corte central ruandesa.
El gobierno belga siguió apoyándose en la estructura de poder tutsi para administrar el país, aunque se implicó más directamente en la extensión de sus intereses a la educación y la supervisión agrícola. Los belgas introdujeron la mandioca, el maíz y la patata irlandesa, para intentar mejorar la producción de alimentos para los agricultores de subsistencia. Esto fue especialmente importante ante las dos sequías y hambrunas subsiguientes de 1928-29 y 1943-44. En la segunda, conocida como la RDA, los belgas se convirtieron en los principales agricultores del país. En la segunda, conocida como la hambruna de Ruzagayura, murió entre una quinta y una tercera parte de la población. Además, muchos ruandeses emigraron al vecino Congo, lo que contribuyó a la inestabilidad posterior.
Los belgas pretendían que la colonia fuera rentable. Introdujeron el café como cultivo básico y utilizaron un sistema de trabajos forzados para cultivarlo. Los belgas y sus aliados locales, principalmente tutsis, obligaban a los campesinos a dedicar un determinado porcentaje de sus tierras al café. Se utilizó el sistema de corvée que había existido bajo Mwami Rwabugiri. Este enfoque de la colonización basado en los trabajos forzados fue condenado por muchos internacionalmente, y fue extremadamente impopular en Ruanda. Cientos de miles de ruandeses emigraron al protectorado británico de Uganda, que era mucho más rico y no aplicaba las mismas políticas.
El gobierno belga reforzó la división étnica entre tutsis y hutus, y apoyó el poder político de los tutsis. Debido al movimiento eugenésico en Europa y Estados Unidos, el gobierno colonial empezó a preocuparse por las diferencias entre hutus y tutsis. Llegaron científicos para medir el tamaño del cráneo y, por tanto, del cerebro. Los cráneos de los tutsis eran más grandes, más altos y su piel más clara. Como resultado, los europeos llegaron a creer que los tutsis tenían ascendencia caucásica y, por tanto, eran "superiores" a los hutus. A cada ciudadano se le expedía una tarjeta de identificación racial, que lo definía legalmente como hutu o tutsi. Los belgas dieron la mayoría del control político a los tutsis. Los tutsis empezaron a creerse el mito de su superioridad racial y explotaron su poder sobre la mayoría hutu. 

En los años veinte, etnólogos belgas analizaron (midieron cráneos, etc.) a miles de ruandeses con criterios raciales análogos. Sin embargo, estas mediciones no se utilizaron durante la implantación del documento de identidad. En 1931, se estableció oficialmente la identidad étnica y los documentos administrativos detallaban sistemáticamente la "etnia" de cada persona. Los ruandeses tenían que solicitar su documento de identidad. Durante la solicitud se les pedía información básica como el nombre, la edad y la etnia. Podían elegir entre hutu, tutsi o twa. La mayoría de los ruandeses eran hutus y respondían como tales, aunque cuando la gente empezó a sospechar que ser tutsi conllevaba privilegios especiales, algunos mintieron y declararon que su etnia era tutsi. Sin embargo, cuando terminaban las solicitudes, la identidad étnica quedaba fijada, ya que se heredaba patrilinealmente. El 84% de los ruandeses eran hutus, el 14% tutsis y alrededor del 1% twa. Cada ruandés tenía un documento de identidad étnica. 

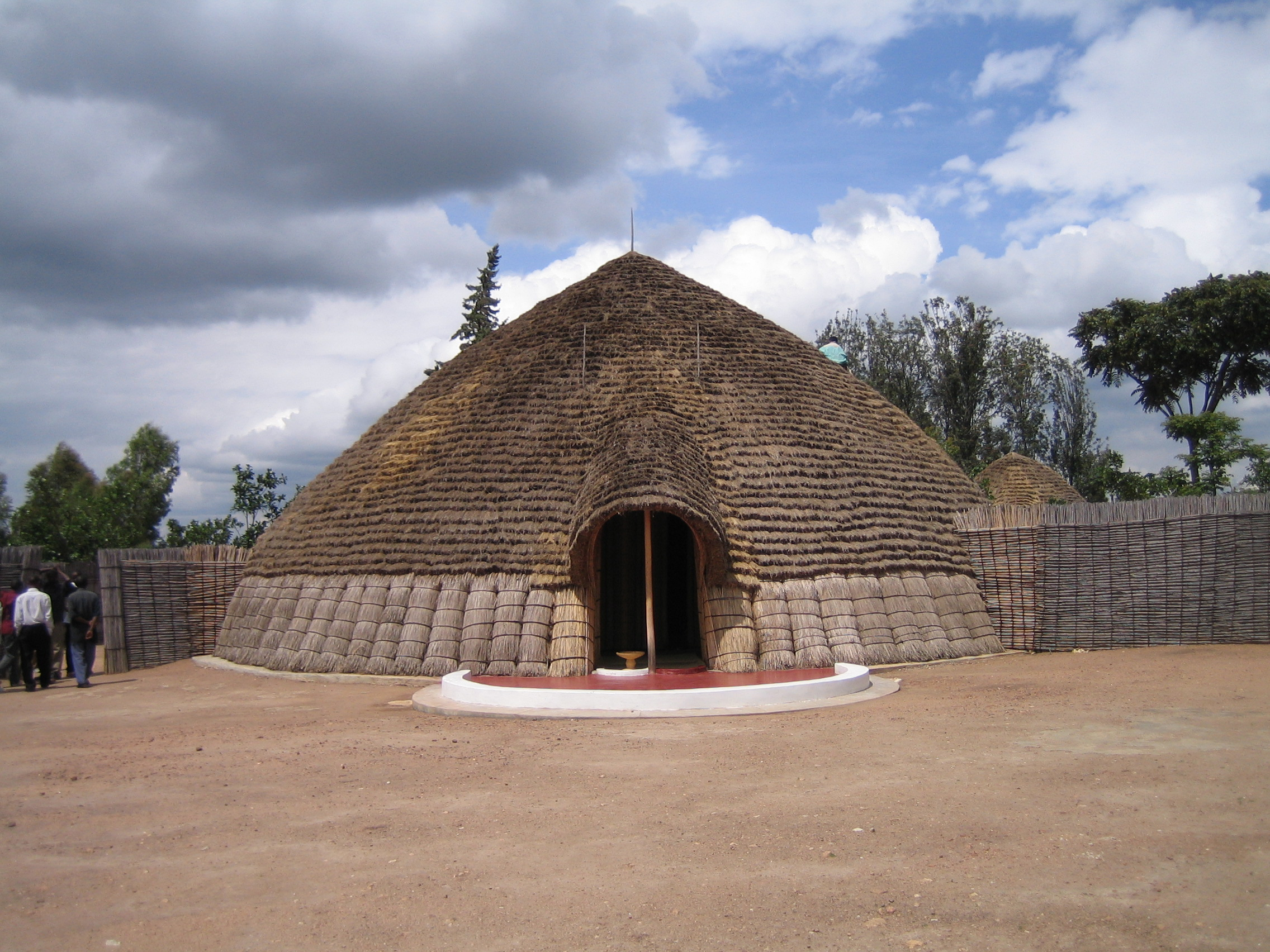
Reconstrucción del palacio del Rey de Ruanda en Nyanza.

Se escribió una historia de Ruanda que justificaba la existencia de estas distinciones raciales. Hasta la fecha no se han encontrado vestigios históricos, arqueológicos ni, sobre todo, lingüísticos que confirmen esta historia oficial. Las diferencias observadas entre los tutsis y los hutus son más o menos las mismas que las evidentes entre las diferentes clases sociales francesas en los años cincuenta. La forma de alimentarse explica gran parte de las diferencias: los tutsis, al criar ganado, bebían tradicionalmente más leche que los hutus, que eran agricultores.
Los belgas agudizaron las diferencias de clase señalando a un tutsi con menos de diez vacas como un hutu y consecuentemente imponiéndole trabajos forzados. Hasta 1950 la educación estaba disponible solo para los tutsi.
El rey Mutara III Rudahigwa, que había gobernado durante cerca de tres decenios, murió en 1959 y los tutsi obtuvieron el poder. Esto contribuyó a una serie de rebeliones de los hutu, que demandaban igualdad de derechos, en las cuales decenas de miles de tutsi perecieron. 

### Independencia
En 1961, con el apoyo de los colonos belgas, la mayoría hutu tomó el control del Gobierno, aboliendo la monarquía tutsi y declarando la República de Ruanda. La independencia de Ruanda no fue reconocida internacionalmente hasta el primero de julio de 1962, cuando Ruanda y su vecino Burundi lograron formalmente su independencia.
Más de la mitad de los tutsi de Ruanda huyeron del país entre 1959 y 1964. El general Juvénal Habyarimana, de la etnia hutu, tomó el poder en un golpe de Estado en 1973 en medio de otro período de conflicto étnico. Habyarimana logró triunfar en la guerra civil y permaneció como presidente; para 1978 promulgó una nueva constitución. Habyarimana tenía un control absoluto sobre el país. Además de ser presidente del país, dirigía al partido político hegemónico y era el jefe supremo de las fuerzas armadas. Gracias a este control fue reelegido en 1983 y 1988.

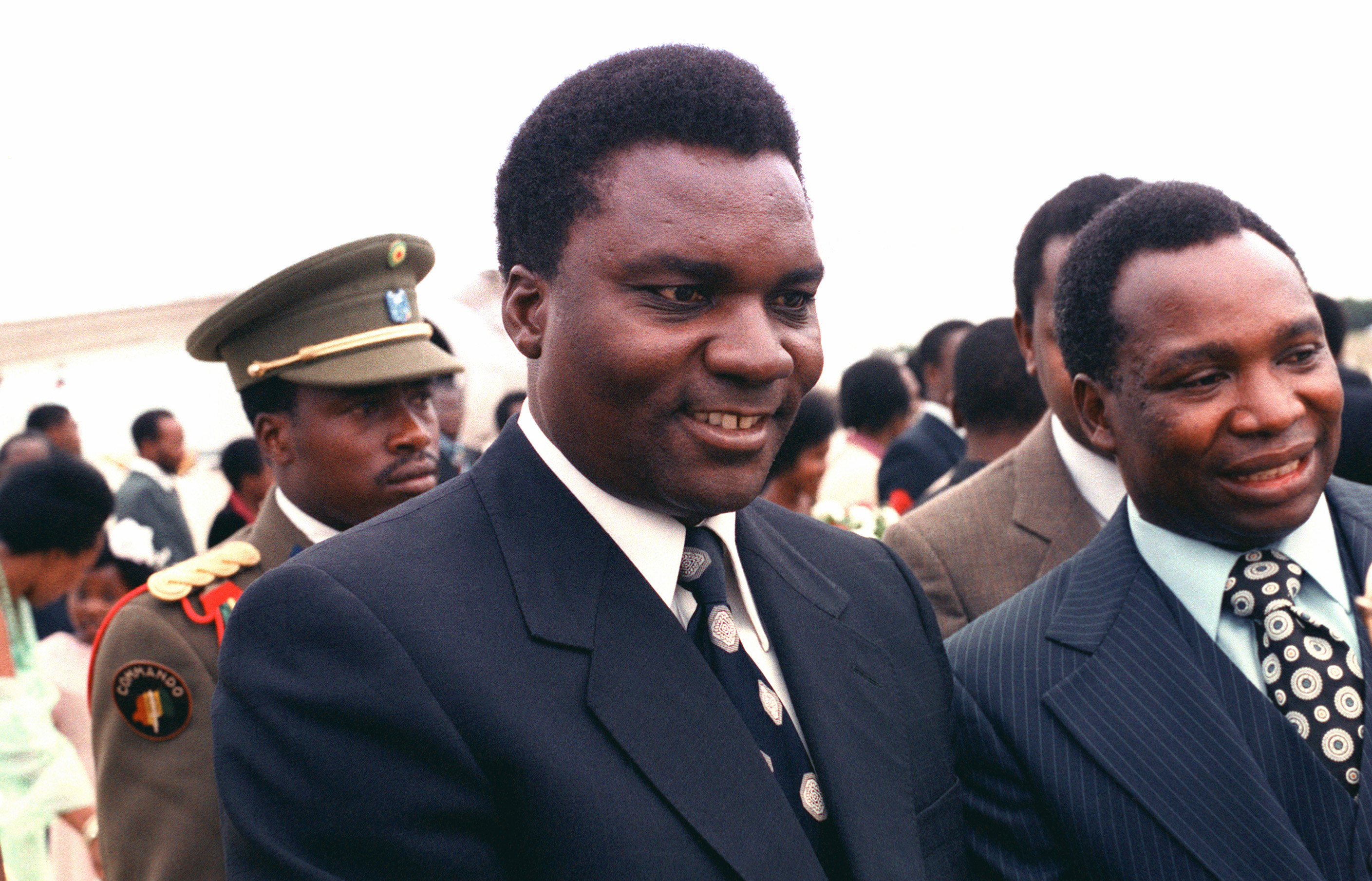
Juvénal Habyarimana durante una visita a los Estados Unidos en 1980

En octubre de 1990 ruandeses exiliados, opositores al régimen de Habyarimana, organizados en el Frente Patriótico Ruandés (FPR) y su brazo armado, el Ejército Patriótico Ruandés (APR, Armée Patriotique Rwandaise), invadieron el país con el apoyo de Uganda, iniciando una guerra civil para derrocar al régimen. Habyarimana fue flexible e inició una serie de reformas políticas que derivaron en la redacción de una nueva constitución en 1991.
Pero desde 1991 el régimen de Habyarimana había incrementado la represión a la población en una guerra de baja intensidad para acabar con la oposición tutsi, utilizando el racismo como eje, e instigando y encubriendo las masacres masivas de dichas poblaciones.
Los asesinatos fueron perpetrados por grupos paramilitares (principalmente los Interahamwe e Impuzamugambi, grupos originalmente organizados en el sector juvenil de los partidos políticos hutu). Los paramilitares hutu eran más de 30 000, recibieron entrenamiento militar del ejército ruandés y el apoyo/encubrimiento del régimen de Habyarimana.
A través de la estación de radio «Radio Télévision Libre des Mille Collines», una estación privada, se difundía impunemente la propaganda racista y genocida en contra de los tutsi. La radio en Ruanda tiene un papel central en la comunicación, ante el pobre desarrollo de los periódicos y la escasa penetración de la televisión. La estación «Radio Télévision Libre des Mille Collines» alentaba en su programación diaria a los hutu a asegurarse de que los niños tutsi también fueran asesinados y a llenar las tumbas cavadas para enterrar a los tutsi. La radio también inició una campaña en contra del FPR y de todos los partidos de oposición.
El Gobierno de Habyarimana introdujo nuevamente las tarjetas de identidad étnica, usadas por los belgas en los años treinta. Estas tarjetas permitieron a los paramilitares elegir fácilmente a sus víctimas. Los paramilitares pronto cerraron carreteras y revisaban a cada persona que pasaba para eliminar a los tutsi.
El Gobierno creó además listas de personas que deberían ser asesinadas, identificando en ellas a los partidarios de la transición política, a los adversarios políticos, a aquellos involucrados en el movimiento de derechos humanos, etc. Incluso algunos hutu proclives a la reforma fueron condenados a muerte. En esas listas se incluía a la totalidad de la población tutsi.

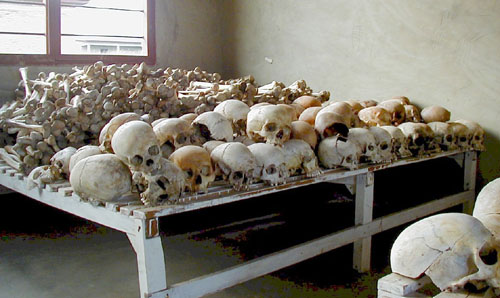
Cráneos de víctimas del genocidio ruandés de 1994

En abril de 1992 se integró un gabinete de transición multipartidista para gobernar el país. Las medidas tomadas propiciaron la firma de un acuerdo de paz entre el Gobierno de Habyarimana y los rebeldes del FPR en Arusha (Tanzania), en agosto de 1993. Pero la aplicación de este acuerdo fue retrasada parcialmente por el presidente Juvénal Habyarimana, cuyos aliados extremistas de la Coalición para la Defensa de la República (CDR) no aceptaron los términos. 
El atentado del 6 de abril de 1994 sucedió cuando el avión privado de Habyarimana, un jet Dassault Falcon 50 (regalo del primer ministro francés Jacques Chirac) fue derribado por dos misiles cuando iba a aterrizar en el aeropuerto de Kigali, la capital del país. En la colisión morían dos presidentes de etnia hutu y países vecinos: el propio Habyarimana, de Ruanda, y Cyprien Ntaryamira, de Burundi, que lo acompañaba en el viaje. Inmediatamente comenzó el genocidio de Ruanda el cual puede considerarse el más sanguinario de la historia en proporción a su duración. En solo 100 días (abril-julio) se cometieron más de 800 000 asesinatos, principalmente de personas del grupo tutsi a manos de grupos hutu, y un cierto número de hutu moderados que se oponían al genocidio. 

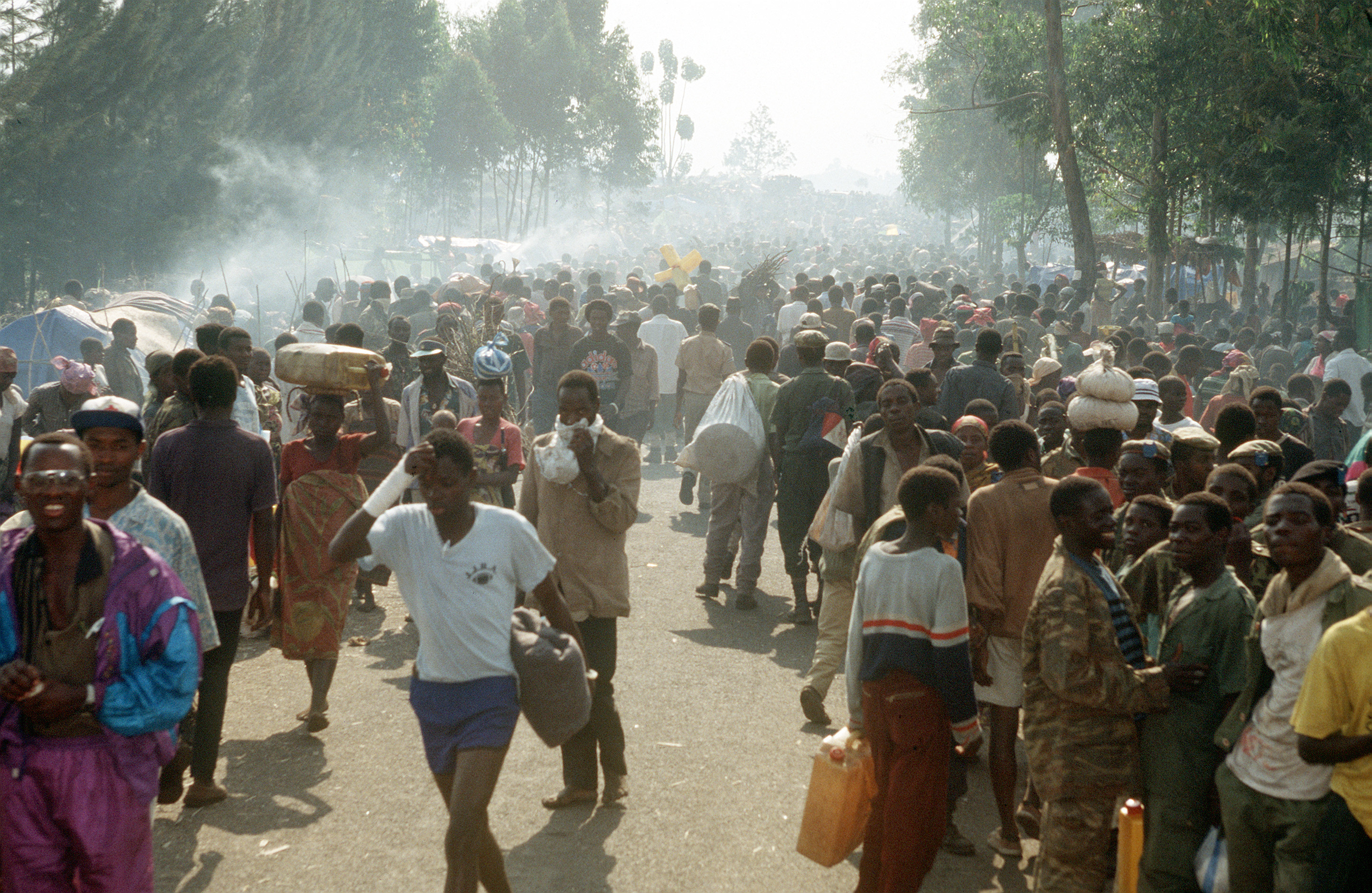
Refugiados Ruandeses huyendo de la guerra civil de 1994 en su país

Los tutsi del Frente Patriótico Ruandés decidieron reiniciar su ofensiva, que les permitió hacerse con el control de todo el país a mediados de julio. La respuesta internacional al genocidio era limitada, con grandes poderes reacios a fortalecer la fuerza de paz de la ONU ya sobrecargada. Cuando el FPR tomó el poder, alrededor de dos millones de hutus huyeron a los países vecinos, en particular a Zaire, por temor a represalias. Para ello, Francia, tradicional protectora del régimen hutu de Ruanda, desplegó fuerzas militares que crearon un corredor humanitario para los que huían del avance tutsi, lo que facilitó la huida al Congo de miles de genocidas incluidos varios de sus líderes. Además, el Frente Patriótico Ruandés fue dirigido por un beligerante clave en la primera y la segunda guerra del Congo en Ruanda. Un período de la reconciliación y la justicia comenzó con la creación del Tribunal Penal Internacional para Ruanda (TPIR) y la reintroducción de gacaca, un sistema tradicional tribunal popular de aldea. 
Económicamente, durante la década de 2000, el país prosperó notablemente. El número de turistas y el índice de desarrollo humano crecieron rápidamente. Entre 2006 y 2011 la tasa de pobreza se redujo de un 57 a un 45 por ciento, y la tasa de mortalidad infantil se redujo de 180 por 1000 nacidos vivos en 2000 a 111 por 1000 nacidos vivos en 2009. Persistentes esfuerzos de reforma económica y política dieron a Ruanda algunos de los más bajos índices de corrupción en África, hasta el punto que hoy día se considera casi desconocido el soborno. Los ingresos se han duplicado entre 1994 y 2012, pero la electricidad sigue siendo escasa y costosa y el transporte interno sigue siendo difícil. El Estado de derecho y los esfuerzos para eliminar la burocracia han generado un buen entorno para los de negocios, por lo que los periodistas llaman a Ruanda el «Singapur de África».

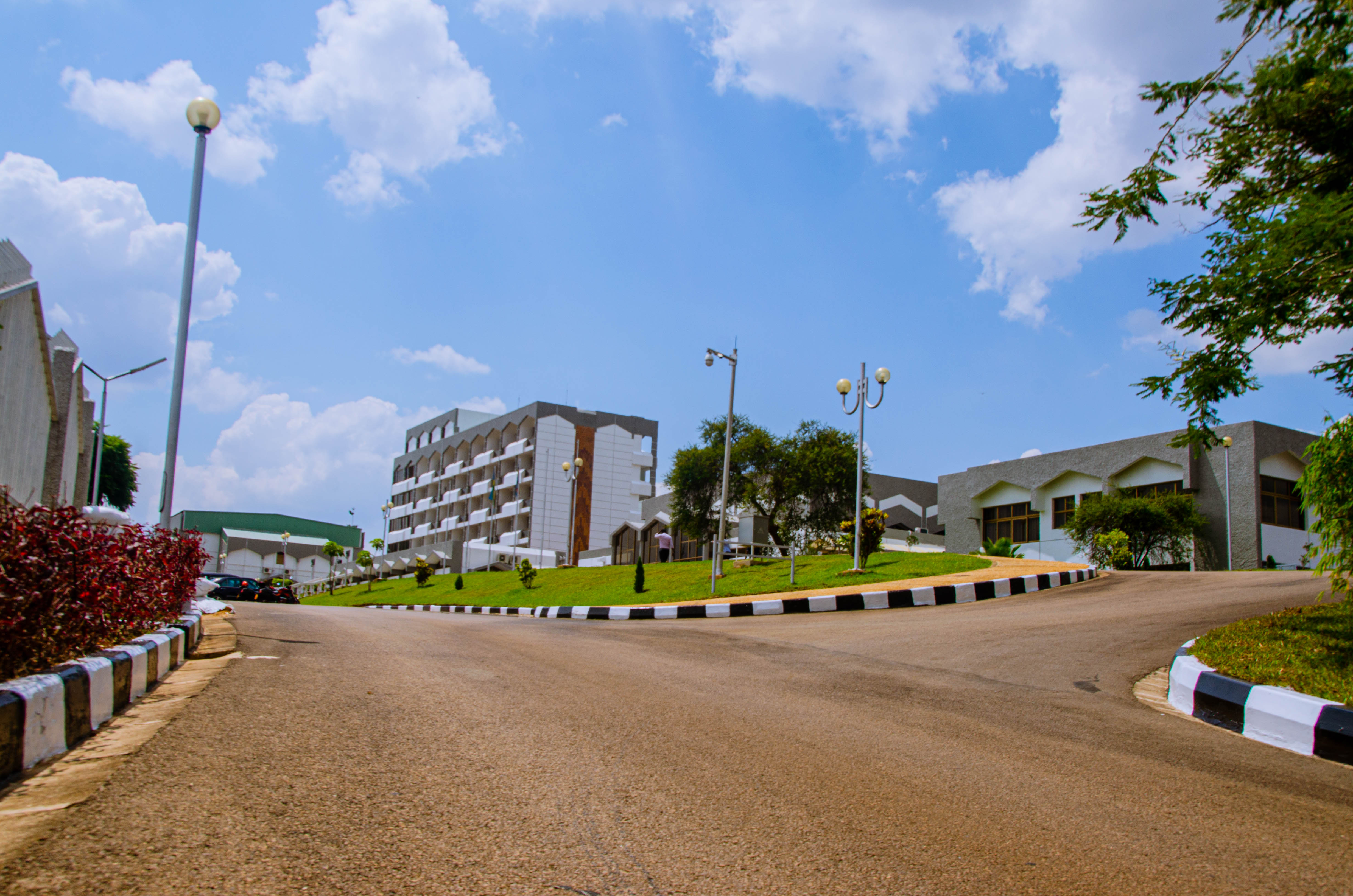
Sede del Parlamento de Ruanda

## Gobierno y política
Ruanda es una república multipartidista. La Constitución de Ruanda es de 2003. Después de unas reformas de esta Constitución, el presidente es elegido por un periodo de cinco años y puede ser reelegido una vez. El presidente es jefe de Estado y selecciona a un primer ministro, quien es jefe de Gobierno.
El poder legislativo recae en el Parlamento, que tiene dos cámaras, la Cámara de los Diputados y el Senado. El mandato de los diputados es de cinco años. Aproximadamente dos tercios son elegidos directamente. El resto de los diputados es elegido indirectamente: dos son elegidos por el Consejo Nacional de la Juventud, uno es elegido por la Federación de la Asociación de Discapacitados y los escaños restantes se asignan a representantes femeninas elegidas por órganos de gobierno local. Los senadores se eligen para un mandato de cinco años, renovable una vez. Doce son elegidos por órganos de gobierno local, dos son elegidos entre los profesores e investigadores de universidades e instituciones de enseñanza superior, uno de universidades públicas y otro de universidades privadas, ocho son elegidos por el presidente y cuatro son elegidos por el Foro de Organizaciones Políticas (un órgano regulador).
Tras la victoria militar de julio de 1994, el Frente Patriótico Ruandés organizó una coalición similar a la establecida por Juvénal Habyarimana en 1992, basada en los acuerdos de Arusha. Sin embargo, el partido de Habyarimana fue prohibido.
Las organizaciones políticas estuvieron prohibidas hasta 2003.
En septiembre de ese año se celebraron elecciones legislativas. Según un informe de la ONU de 2005 que comparaba la distribución por sexos de los Parlamentos de las naciones soberanas, el ruandés es el Parlamento más equilibrado. En la actualidad es el Parlamento con mayor porcentaje de mujeres del mundo, con un 61,3 % de parlamentarias (la media está en el 15,0 %).

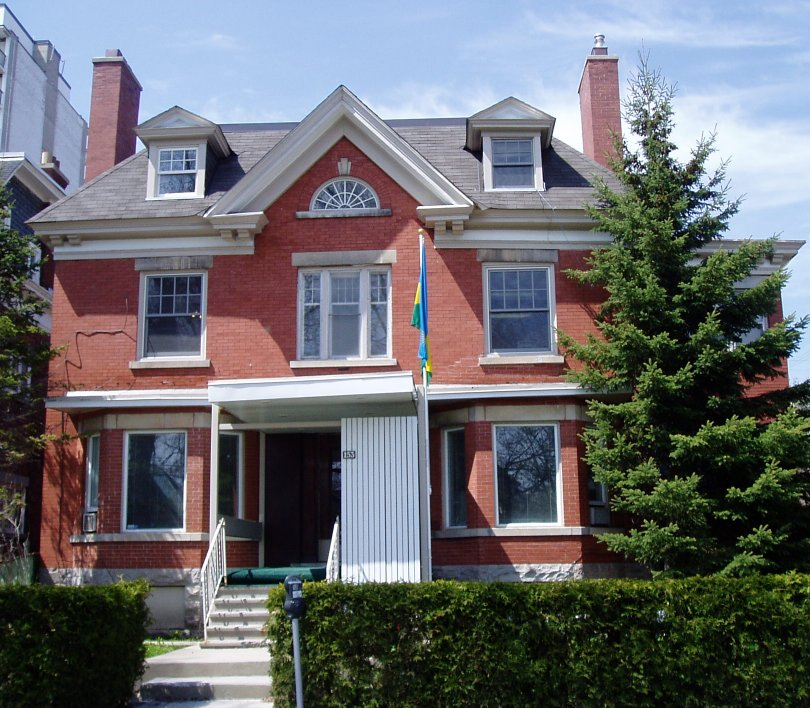
Embajada de Ruanda en Ottawa, Canadá

### Política exterior
Ruanda ha recibido una gran atención internacional desde el genocidio de 1994. Ruanda es miembro de las Naciones Unidas, donde formó parte del Consejo de Seguridad en 1994 y 1995. La Misión de Asistencia de las Naciones Unidas para Ruanda, una operación de mantenimiento de la paz establecida el 5 de octubre de 1993, contó con personal de una docena de Estados. La mayoría de los organismos humanitarios y de desarrollo de la ONU estaban presentes en Ruanda.
Miembro de la Organización Internacional de la Francofonía, cuya secretaria general desde 2019 es la diplomática ruandesa Louise Mushikiwabo, ministra de Asuntos Exteriores del país entre 2009 y 2018, Ruanda ingresó en la Commonwealth en 2009, convirtiéndose, junto con Mozambique, en el único miembro de esta organización que nunca formó parte del Imperio británico. Esta participación en dos grandes organizaciones internacionales demuestra las grandes ambiciones diplomáticas de Kigali desde principios del siglo XXI.
Además, a través de su participación en misiones de mantenimiento de la paz y de acuerdos bilaterales de cooperación militar con países como la República Centroafricana, Mozambique y Benín, Ruanda se ha consolidado como actor en los conflictos del continente. Esta "diplomacia de fatigas", en palabras del periodista Florent Gell, abrió el camino a una galaxia de empresas privadas vinculadas al gobierno ruandés, que obtuvieron acuerdos económicos y comerciales de los gobiernos africanos cuya seguridad garantizaba. Al mismo tiempo, la seguridad y la estabilización política del país le han animado a abrirse a la inversión extranjera, sobre todo en el turismo de alta gama, para desarrollar su economía.

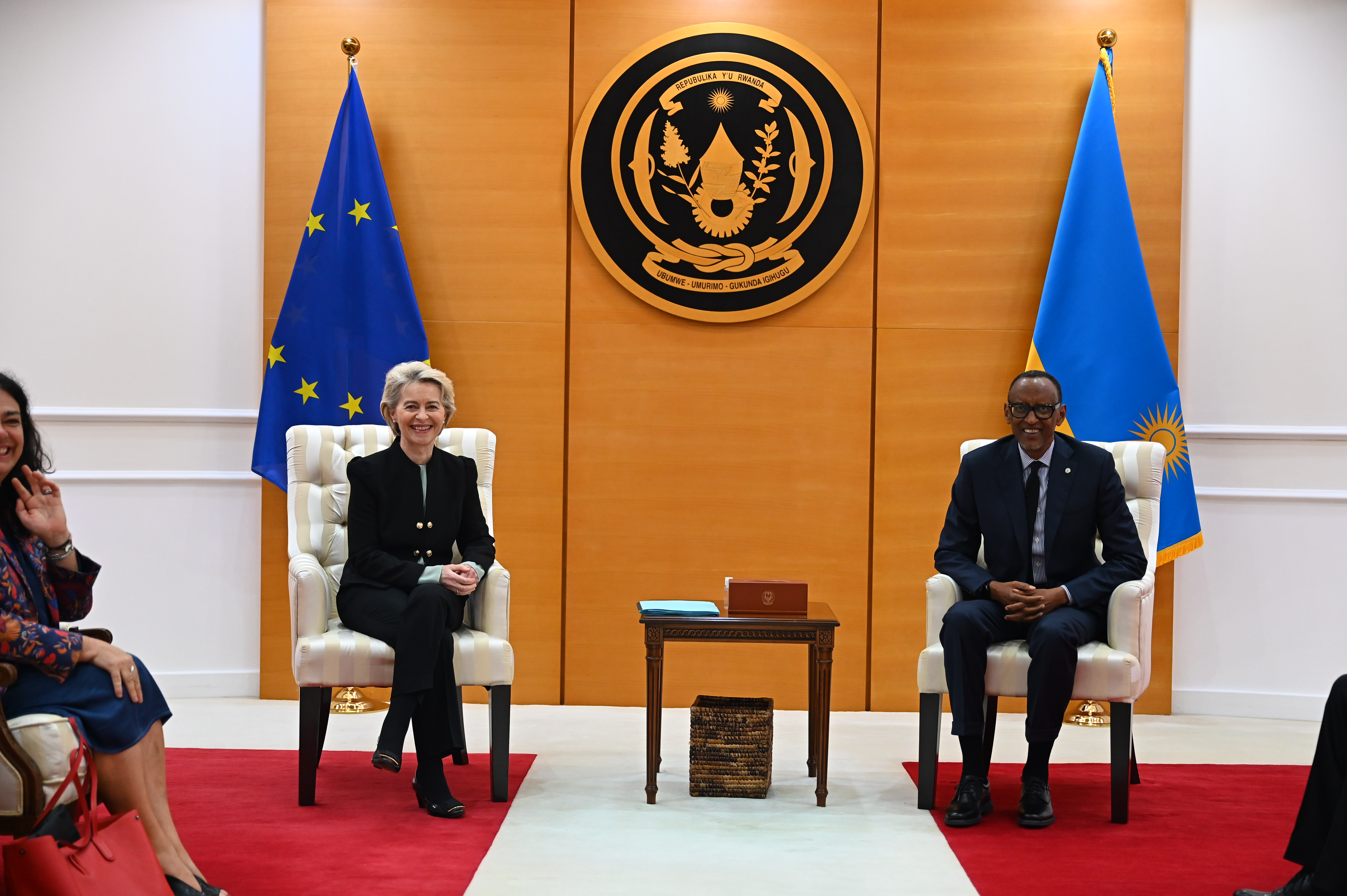
Ursula von der Leyen presidenta de la Comisión Europea y el presidente ruandés Paul Kagame

Francia y Ruanda iniciaron relaciones diplomáticas en 1962, cuando este último país se independizó del Reino de Bélgica.La cooperación militar entre Francia y Ruanda se remonta a 1975. Francia proporcionó apoyo militar, financiero y diplomático al gobierno hutu del presidente Juvénal Habyarimana contra el Frente Patriótico Ruandés, dominado por los tutsis, durante la guerra civil ruandesa que comenzó en 1990. Se sospecha que mantuvo este apoyo durante el genocidio de tutsis ruandeses, desencadenado por el atentado contra Habyarimana el 6 de abril de 1994. El alcance de este apoyo y su repercusión en el genocidio han sido objeto de una intensa polémica, especialmente entre los gobiernos francés y ruandés, y siguen influyendo en las relaciones diplomáticas entre ambos países.
Ruanda ha acogido a decenas de miles de refugiados de países africanos vecinos como Burundi, la República Democrática del Congo, Eritrea, Somalia y Sudán del Sur. También ha acogido a cientos de refugiados africanos de Israel y a colegialas afganas.

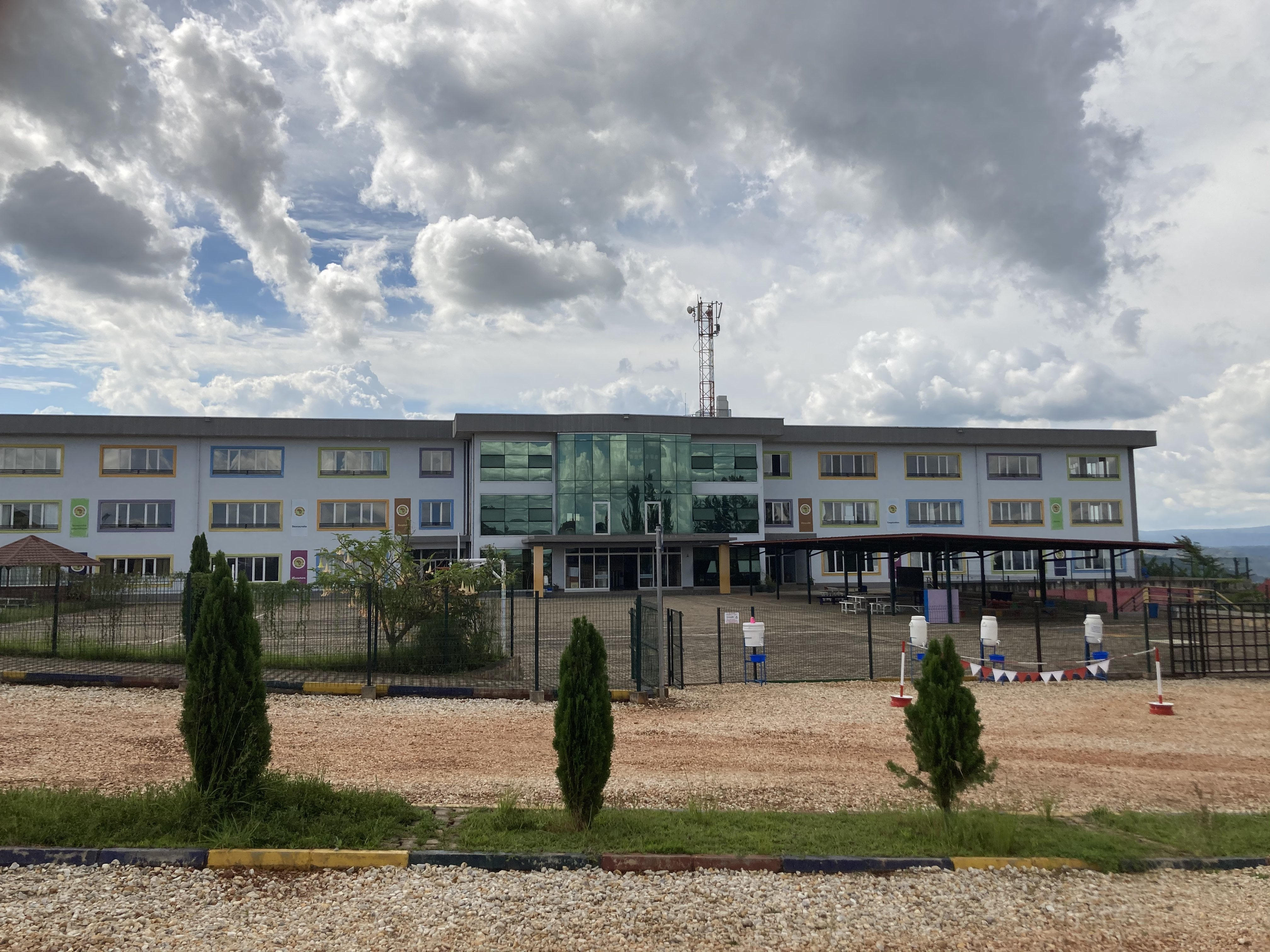
Escuela Belga de Kigali

En 2015, Ruanda acogía a 75.000 refugiados burundeses, según ACNUR. Cuando surgieron informes creíbles de que Ruanda reclutó y entrenó a refugiados burundeses, incluidos niños, para destituir al presidente burundés Nkurunziza, Ruanda anunció que reubicaría a los refugiados burundeses en terceros países.
Desde septiembre de 2019, Ruanda también ha acogido a refugiados y solicitantes de asilo libios, operando un centro de refugiados en Gashora, Ruanda, que alberga hasta 700 refugiados de ocho países africanos (Eritrea, Sudán, Sudán del Sur, Somalia, Etiopía, Nigeria, Chad y Camerún) y está financiado por ACNUR hasta el 31 de diciembre de 2023.
En 2021, Dinamarca firmó un acuerdo para establecer un centro de asilo en Kigali y, desde abril de 2022, el Reino Unido ha tratado de trasladar sus responsabilidades en materia de asilo, considerando a Ruanda un tercer país seguro al ofrecer 120 millones de libras en programas de desarrollo económico a cambio de aceptar refugiados.

### Derechos humanos
En Ruanda se han violado los derechos humanos a gran escala. La mayor violación es el genocidio ruandés de tutsis en 1994. El gobierno posterior al genocidio también es responsable de graves violaciones de los derechos humanos.

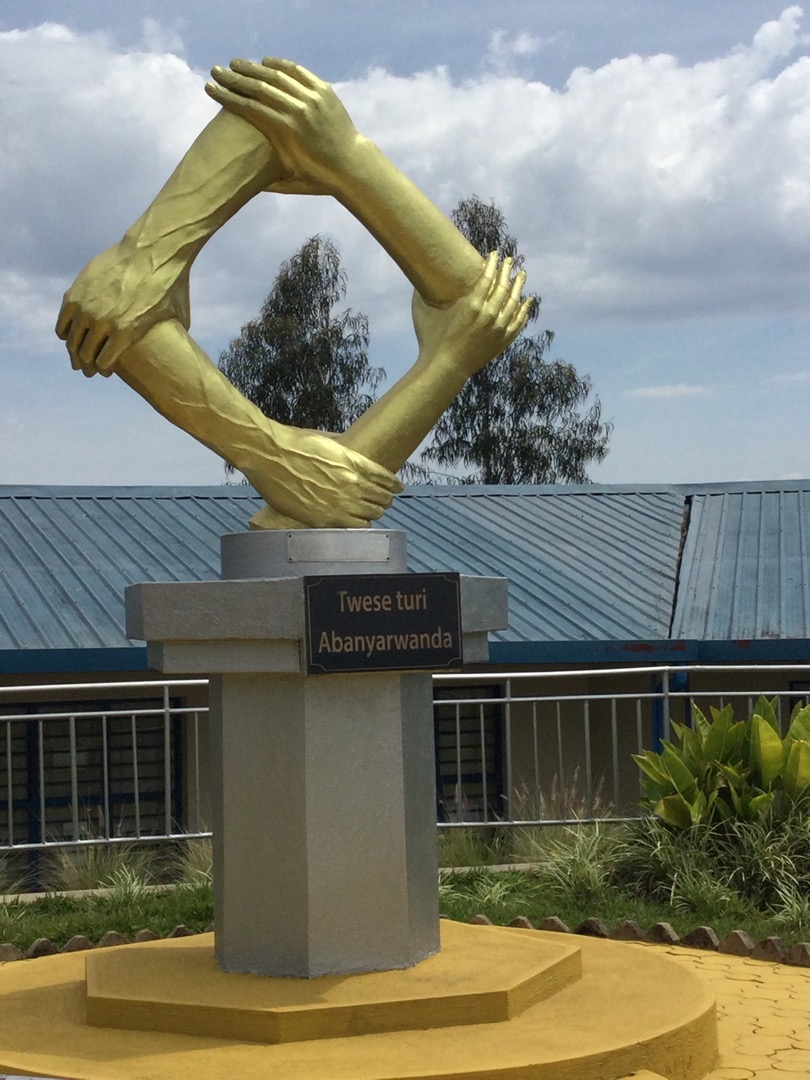
Monumento por el Genocidio en la Secundaria de Nyange

A medida que las ideas de descolonización se extendían por África, se crearon un partido tutsi y otro hutu. Ambos se militarizaron y, en 1959, los tutsis intentaron asesinar a Grégoire Kayibanda, líder del PARMEHUTU. Esto dio lugar al viento de destrucción conocido como la "Revolución Social" en Ruanda, violencia que enfrentó a hutus y tutsis, matando entre 20.000 y 100.000 tutsis y obligando a más a exiliarse.
Tras la retirada de Bélgica de África en 1962, Ruanda se separó de Ruanda-Urundi mediante referéndum, que también eliminó la monarquía tutsi, los mwami. En 1963, el gobierno hutu asesinó a 14.000 tutsis, después de que guerrillas tutsis atacaran Ruanda desde Burundi. El gobierno mantuvo los documentos de identidad étnicos obligatorios y limitó el número de tutsis en las universidades y la administración pública.
Durante el genocidio contra los tutsis en 1994, fueron masacrados unos 800.000 tutsis.
Los gobiernos posteriores, incluido el actual dirigido por el presidente Paul Kagame, han cometido graves violaciones de los derechos humanos.
El 22 de abril de 1995, el Ejército Patriótico Ruandés asesinó a más de 4.000 personas en la masacre de Kibeho.
En septiembre de 1996, Ruanda invadió Zaire, precipitando la primera guerra del Congo. Los objetivos inmediatos de la invasión fueron los grandes campos de refugiados hutus situados justo al otro lado de la frontera, en las proximidades de Goma y Bukavu, organizados bajo la dirección del antiguo régimen. El ejército ruandés persiguió a los refugiados por todo Zaire, al tiempo que ayudaba a instalar al AFDL en el poder en Kinshasa. El historiador Gérard Prunier estimó el número de muertos entre los refugiados que huían entre 213.000 y 280.000.

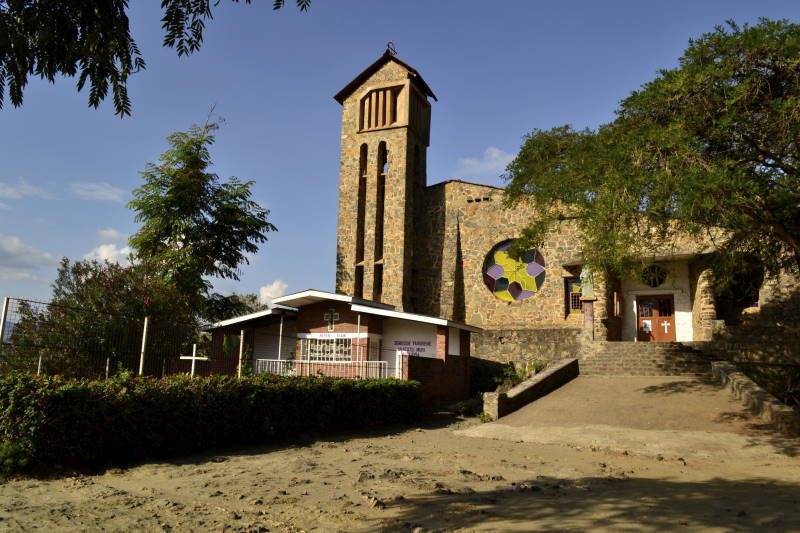
Iglesia conmemorativa del genocidio en Kibuye

En diciembre de 1996, el gobierno ruandés puso en marcha un programa de villagización forzosa que pretendía concentrar a toda la población rural en aldeas conocidas como Imidugudu, lo que dio lugar a violaciones de los derechos humanos de decenas de miles de ruandeses, según Human Rights Watch.
Según un informe de Amnistía Internacional, entre diciembre de 1997 y mayo de 1998, miles de ruandeses "desaparecieron" o fueron asesinados por miembros de las fuerzas de seguridad gubernamentales y de grupos armados de la oposición. La mayoría de los asesinatos tuvieron lugar en las provincias noroccidentales ruandesas de Gisenyi y Ruhengeri, donde existía una insurgencia armada. Amnistía escribió que "miles de civiles desarmados han sido ejecutados extrajudicialmente por soldados de la RPA en el contexto de operaciones militares de búsqueda en el noroeste".
Cuando Kagame visitó Washington a principios de 2001, Human Rights Watch criticó a Ruanda por su participación en la segunda guerra del Congo, en la que habían muerto "hasta 1,7 millones" de civiles.
En octubre de 2012, apareció atado y flotando en el mar el cadáver de Théogène Turatsinze, un empresario ruandés que vivía en Mozambique y del que se pensaba que "tenía acceso a información financiera políticamente sensible relacionada con ciertas personas del gobierno ruandés". La policía de Mozambique "indicó inicialmente la implicación del gobierno ruandés en el asesinato antes de ponerse en contacto con el gobierno y cambiar su caracterización por la de delito común". Funcionarios del gobierno ruandés condenaron públicamente el asesinato y negaron su implicación". Los medios de comunicación extranjeros relacionaron el asesinato con los de varios destacados críticos del gobierno ruandés durante los dos años anteriores.
Para mejorar la percepción de su historial de derechos humanos, el gobierno ruandés contrató en 2009 a una empresa estadounidense de relaciones públicas, Racepoint Group, que había mejorado la imagen de Gadafi de Libia, Túnez, Angola, Guinea Ecuatorial, Etiopía y Senegal. La empresa británica BTP Advisers creó una página web para atacar a los críticos. El acuerdo de Racepoint con el gobierno establecía que "inundaría" Internet y los medios de comunicación con historias positivas sobre Ruanda.
En 2020, Paul Rusesabagina, crítico con el régimen que había huido del país y se había nacionalizado belga, fue engañado para embarcar en un vuelo privado a Ruanda, detenido y, al año siguiente, condenado a 25 años de prisión por cargos que los defensores de los derechos humanos calificaron de motivación política.
El 26 de julio de 2022, el presidente del Comité de Relaciones Exteriores del Senado de Estados Unidos expresó su preocupación por el historial del gobierno ruandés en materia de derechos humanos y su papel en el conflicto de la República Democrática del Congo. En una carta dirigida al secretario de Estado, Antony Blinken, el senador Robert Menéndez pidió una revisión exhaustiva de la política estadounidense hacia Ruanda.En materia de derechos humanos, respecto a la pertenencia a los siete organismos de la Carta Internacional de Derechos Humanos, que incluyen al Comité de Derechos Humanos (HRC), Ruanda ha firmado o ratificado:
| Ruanda | Tratados internacionales | Tratados internacionales  | Tratados internacionales | Tratados internacionales  | Tratados internacionales | Tratados internacionales | Tratados internacionales  | Tratados internacionales | Tratados internacionales | Tratados internacionales | Tratados internacionales  | Tratados internacionales | Tratados internacionales | Tratados internacionales | Tratados internacionales | Tratados internacionales | Tratados internacionales | Tratados internacionales |
| --- | ------------------------ | ------------------------- | ------------------------ | ------------------------- | ------------------------ | ------------------------ | ------------------------- | ------------------------ | ------------------------ | ------------------------ | ------------------------- | ------------------------ | ------------------------ | ------------------------ | ------------------------ | ------------------------ | ------------------------ | ------------------------ |
| Ruanda | CESCR                    | CESCR                     | CCPR                     | CCPR                      | CCPR                     | CERD                     | CED                       | CEDAW                    | CEDAW                    | CAT                      | CAT                       | CRC                      | CRC                      | CRC                      | CRC                      | MWC                      | CRPD                     | CRPD                     |
| Ruanda | CESCR                    | CESCR-OP                  | CCPR                     | CCPR-OP1                  | CCPR-OP2-DP              | CERD                     | CED                       | CEDAW                    | CEDAW-OP                 | CAT                      | CAT-OP                    | CRC                      | CRC-OP-AC                | CRC-OP-SC                | CRC-OP-CP                | MWC                      | CRPD                     | CRPD-OP                  |
| Pertenencia | Firmado y ratificado.    | Ni firmado ni ratificado. | Firmado y ratificado.    | Ni firmado ni ratificado. | Firmado y ratificado.    | Firmado y ratificado.    | Ni firmado ni ratificado. | Firmado y ratificado.    | Firmado y ratificado.    | Firmado y ratificado.    | Ni firmado ni ratificado. | Firmado y ratificado.    | Firmado y ratificado.    | Firmado y ratificado.    | Sin información.         | Firmado y ratificado.    | Firmado y ratificado.    | Firmado y ratificado.    |
| Firmado y ratificado, firmado, pero no ratificado, ni firmado ni ratificado, sin información, ha accedido a firmar y ratificar el órgano en cuestión, pero también reconoce la competencia de recibir y procesar comunicaciones individuales por parte de los órganos competentes. |                          |                           |                          |                           |                          |                          |                           |                          |                          |                          |                           |                          |                          |                          |                          |                          |                          |                          |

## Organización territorial

Mapa de Ruanda.

Ruanda está dividida en 5 provincias, que desde el 1 de enero de 2006 sustituyen a las anteriores 12:
| - Provincia Norte - Provincia Sur - Provincia Oriental - Provincia Occidental - Provincia de Kigali |

## Geografía

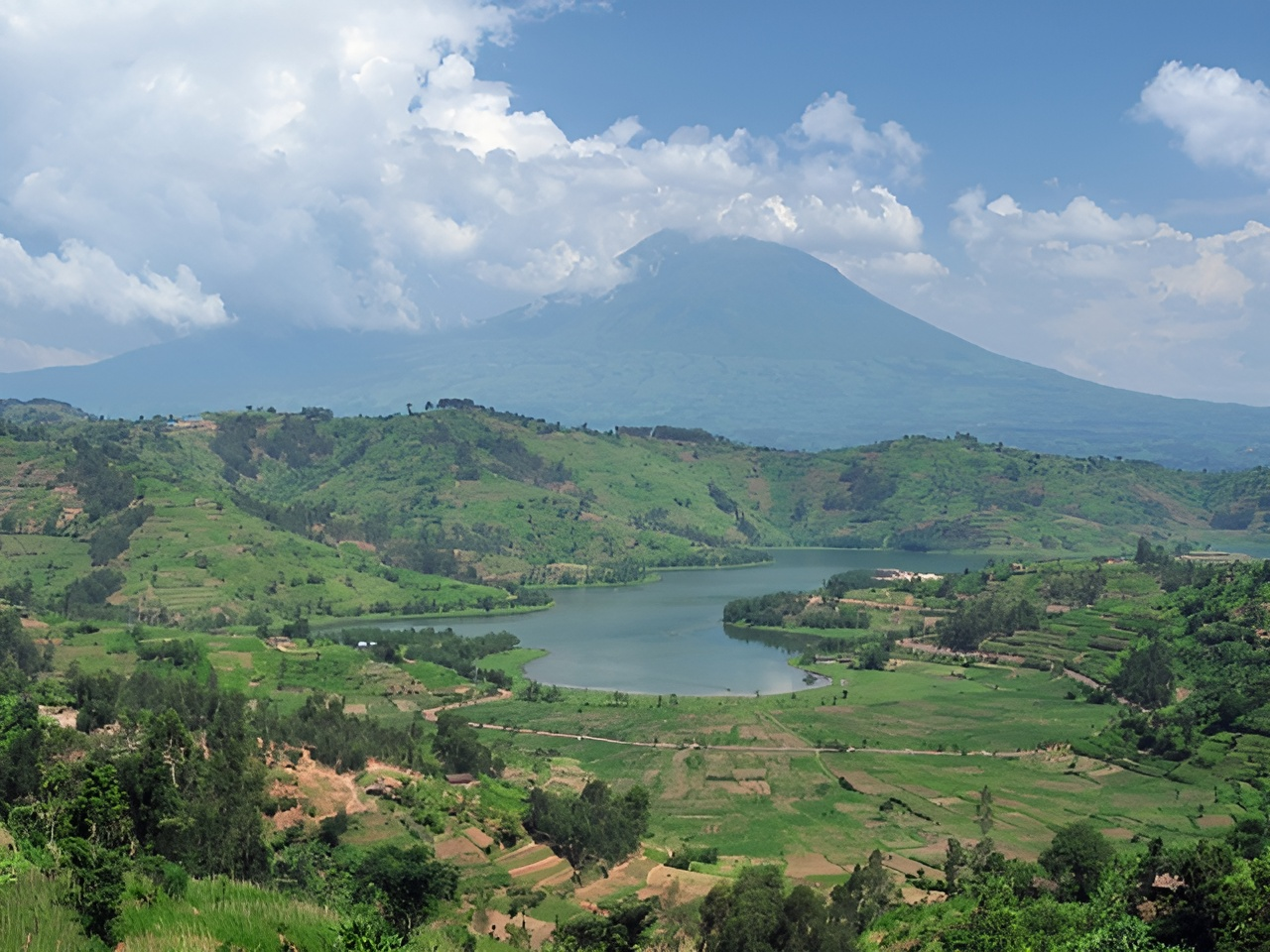
Lago de las montañas Virunga.

Ruanda es un país interior que se encuentra en el este de África. Limita al norte con Uganda, al sur con Burundi, al este con Tanzania y al oeste con la República Democrática del Congo. La frontera con la República Democrática del Congo está establecida en gran medida por el lago Kivu (ver República Democrática del Congo).
Es un país muy accidentado, con muchas montañas y valles, por lo que se le conoce como el país de las mil colinas. Al noroeste del país se encuentran las Montañas Virunga que se extienden desde el límite con la República Democrática del Congo desde el oeste hasta el norte, en el límite con Uganda. En estas montañas se encuentra el punto más alto del país, el monte Karisimbi, un volcán con 4507 m s. n. m., además de otras montañas volcánicas con más de 3000 metros de altitud.

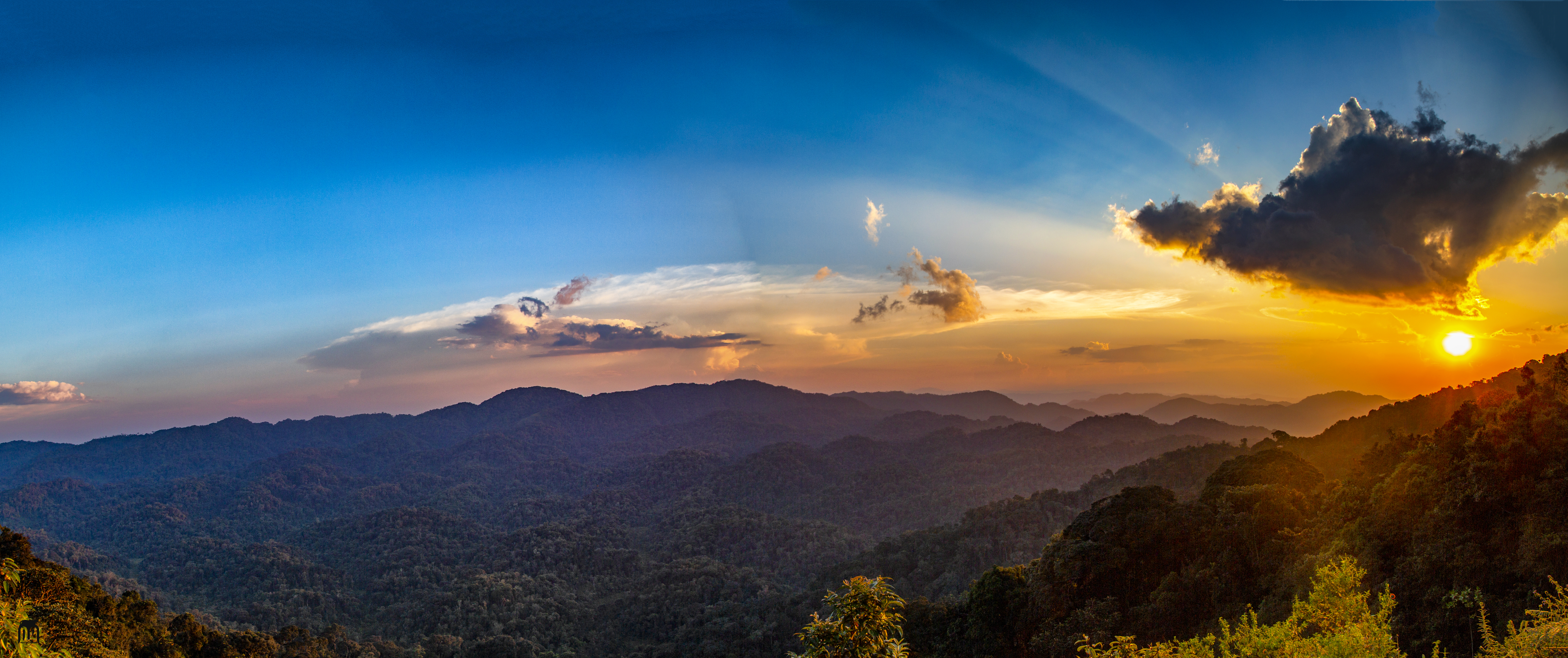
Parque nacional del Bosque de Nyungwe

### Clima
Ruanda tiene un clima templado, esto debido a su altitud, tiene temperaturas más bajas a las típicas en los países ecuatoriales. En las montañas, se presentan heladas y nevadas. Kigali, en el centro del país, tiene una temperatura promedio con mínimos nocturnos de 15-16 °C y máximas diarias de 26-28 °C, con poca variación a lo largo del año. A lo largo del país la temperatura varía un poco, en el oeste y el norte donde predominan las montañas, el clima es más frío que en el este que es de menor altitud. La temperatura media en la zona del Lago Kivu, a una altitud de 1463 metros, es de 23 grados celsius.
Hay dos temporadas lluviosas por año, la primera va de febrero a junio y la segunda de septiembre a diciembre. Estas temporadas están separadas por dos estaciones secas, la primera y más importante va de junio a septiembre, en la cual prácticamente no llueve. Otro período menos seco va de diciembre a febrero. Las precipitaciones varían geográficamente, siendo que en el oeste y noroeste llueve más que en el este y sureste.
Ruanda es considerada la capital mundial de las tormentas eléctricas debido a la intensidad con que se presentan durante sus dos temporadas de lluvias. Las precipitaciones anuales promedian los 830 milímetros.

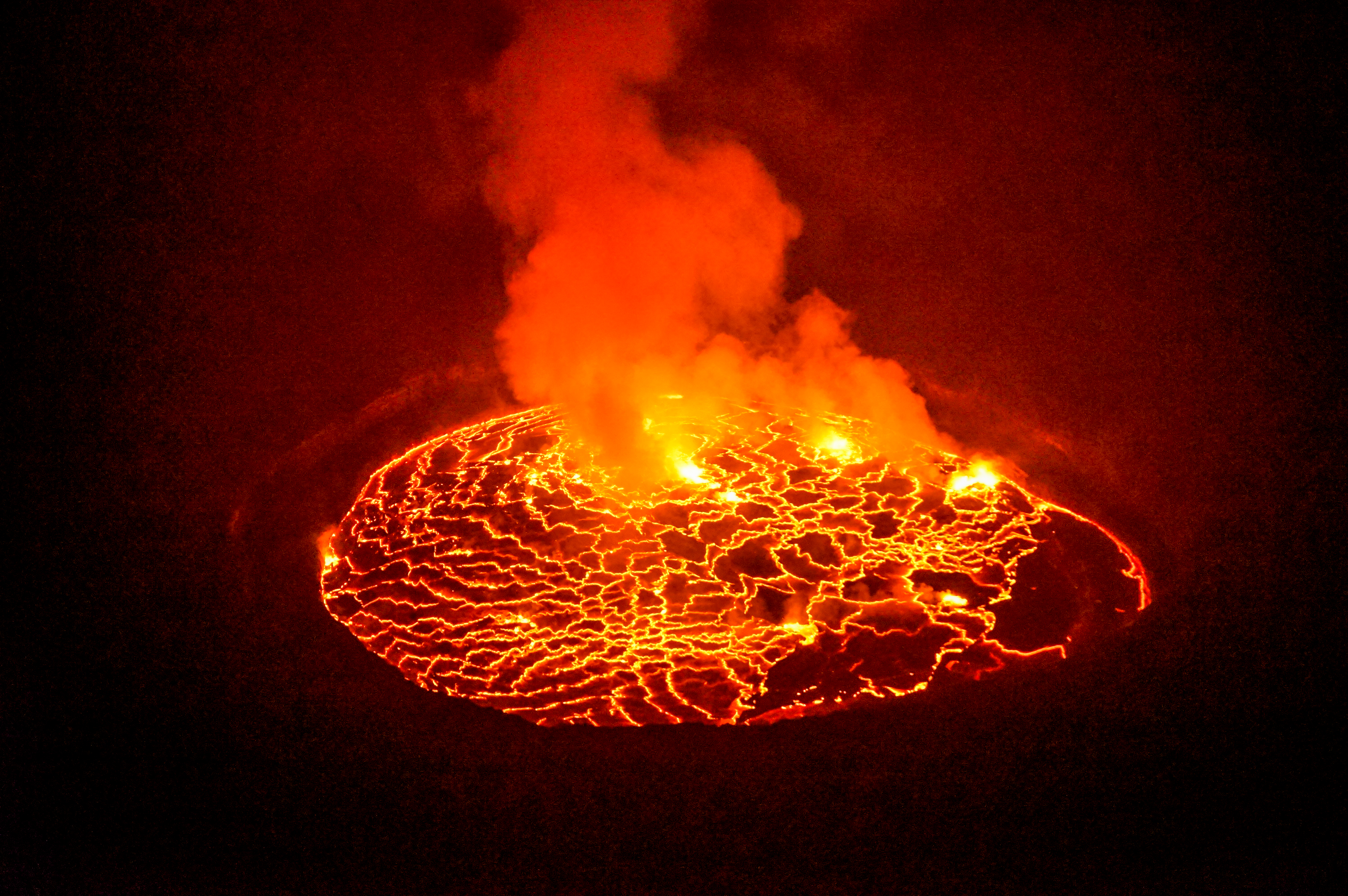
El volcán Nyiragongo

| Parámetros climáticos promedio de Kigali, Ruanda | Parámetros climáticos promedio de Kigali, Ruanda | Parámetros climáticos promedio de Kigali, Ruanda | Parámetros climáticos promedio de Kigali, Ruanda | Parámetros climáticos promedio de Kigali, Ruanda | Parámetros climáticos promedio de Kigali, Ruanda | Parámetros climáticos promedio de Kigali, Ruanda | Parámetros climáticos promedio de Kigali, Ruanda | Parámetros climáticos promedio de Kigali, Ruanda | Parámetros climáticos promedio de Kigali, Ruanda | Parámetros climáticos promedio de Kigali, Ruanda | Parámetros climáticos promedio de Kigali, Ruanda | Parámetros climáticos promedio de Kigali, Ruanda | Parámetros climáticos promedio de Kigali, Ruanda |
| Mes                                              | Ene.                                             | Feb.                                             | Mar.                                             | Abr.                                             | May.                                             | Jun.                                             | Jul.                                             | Ago.                                             | Sep.                                             | Oct.                                             | Nov.                                             | Dic.                                             | Anual                                            |
| ------------------------------------------------ | ------------------------------------------------ | ------------------------------------------------ | ------------------------------------------------ | ------------------------------------------------ | ------------------------------------------------ | ------------------------------------------------ | ------------------------------------------------ | ------------------------------------------------ | ------------------------------------------------ | ------------------------------------------------ | ------------------------------------------------ | ------------------------------------------------ | ------------------------------------------------ |
| Temp. máx. media (°C)                            | 26.9                                             | 27.4                                             | 26.9                                             | 26.2                                             | 25.9                                             | 26.4                                             | 27.1                                             | 28.0                                             | 28.2                                             | 27.2                                             | 26.1                                             | 26.4                                             | 26.9                                             |
| Temp. media (°C)                                 | 21.2                                             | 21.6                                             | 21.3                                             | 21.2                                             | 21.0                                             | 20.9                                             | 21.0                                             | 22.0                                             | 22.1                                             | 21.1                                             | 20.8                                             | 21.0                                             | 21.3                                             |
| Temp. mín. media (°C)                            | 15.6                                             | 15.8                                             | 15.7                                             | 16.1                                             | 16.2                                             | 15.3                                             | 15.0                                             | 16.0                                             | 16.0                                             | 15.9                                             | 15.5                                             | 15.6                                             | 15.7                                             |
| Precipitación total (mm)                         | 76.9                                             | 91.0                                             | 114.2                                            | 154.2                                            | 88.1                                             | 18.6                                             | 11.4                                             | 31.1                                             | 69.6                                             | 105.7                                            | 112.7                                            | 77.4                                             | 950.9                                            |
| Días de precipitaciones (≥ 0.1 mm)               | 11                                               | 11                                               | 15                                               | 18                                               | 13                                               | 2                                                | 1                                                | 4                                                | 10                                               | 17                                               | 17                                               | 14                                               | 133                                              |
| Fuente: World Meteorological Organization        |                                                  |                                                  |                                                  |                                                  |                                                  |                                                  |                                                  |                                                  |                                                  |                                                  |                                                  |                                                  |                                                  |

### Ecología

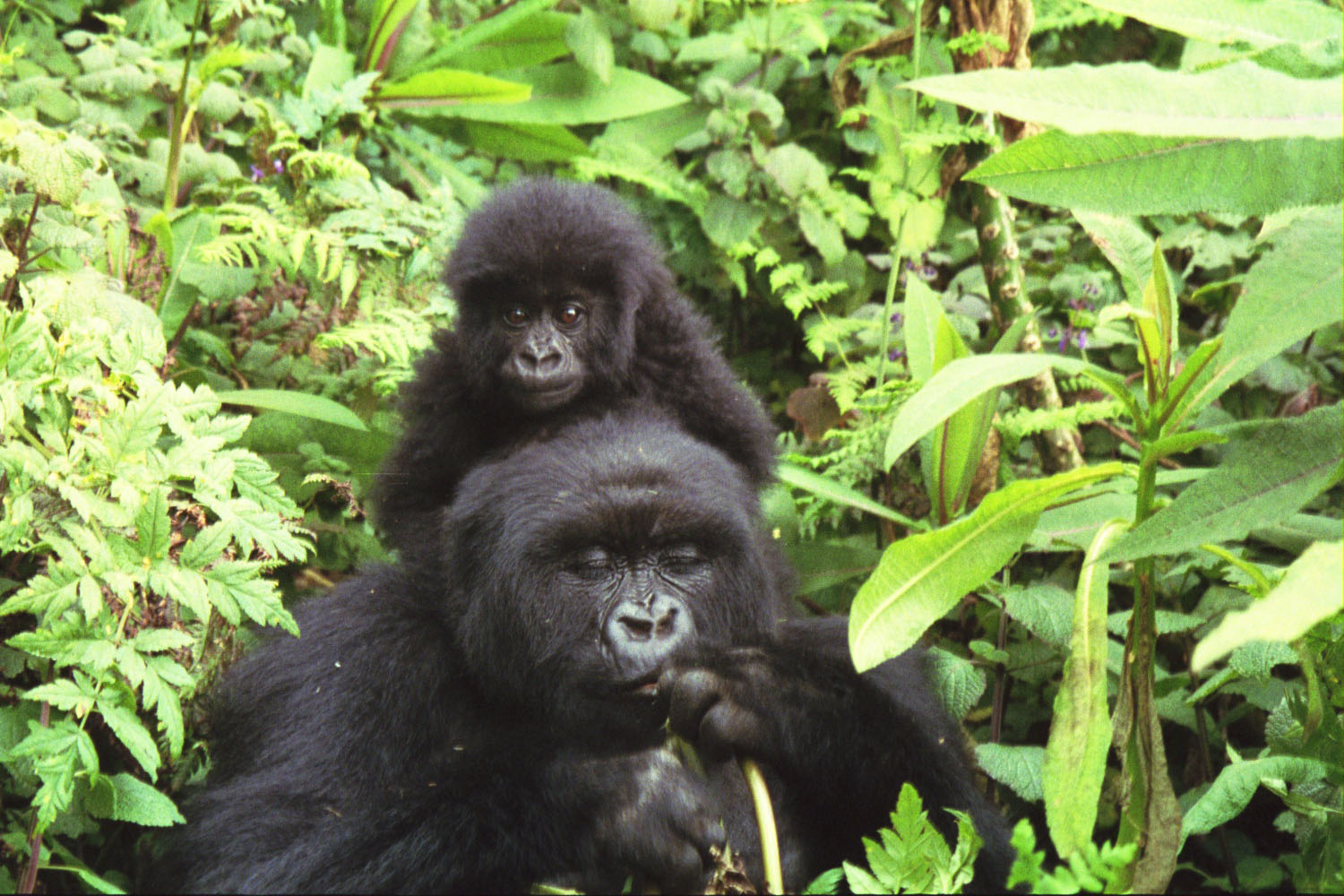
Gorilas de montaña en el parque nacional de los Volcanes, al noroeste de Ruanda.

WWF divide Ruanda entre tres ecorregiones:
- Mosaico de selva y sabana de la cuenca del lago Victoria, al este.
- Selva montana de la falla Albertina, al oeste.
- Páramo de los montes Ruwenzori y Virunga, en las zonas más altas del noroeste.

### Biodiversidad
En tiempos prehistóricos, el bosque montano ocupaba un tercio del territorio de la actual Ruanda. En la actualidad, la vegetación natural se limita principalmente a los tres parques nacionales, mientras que la agricultura en terrazas domina el resto del país. Nyungwe, la mayor extensión de bosque que queda, contiene 200 especies de árboles, así como orquídeas y begonias. La vegetación del parque nacional de los Volcanes es principalmente de bambú y páramo, con pequeñas zonas de bosque. Por el contrario, Akagera tiene un ecosistema de sabana en el que predomina la acacia. En Akagera hay varias especies de plantas raras o en peligro de extinción, como Markhamia lutea y Eulophia guineensis.

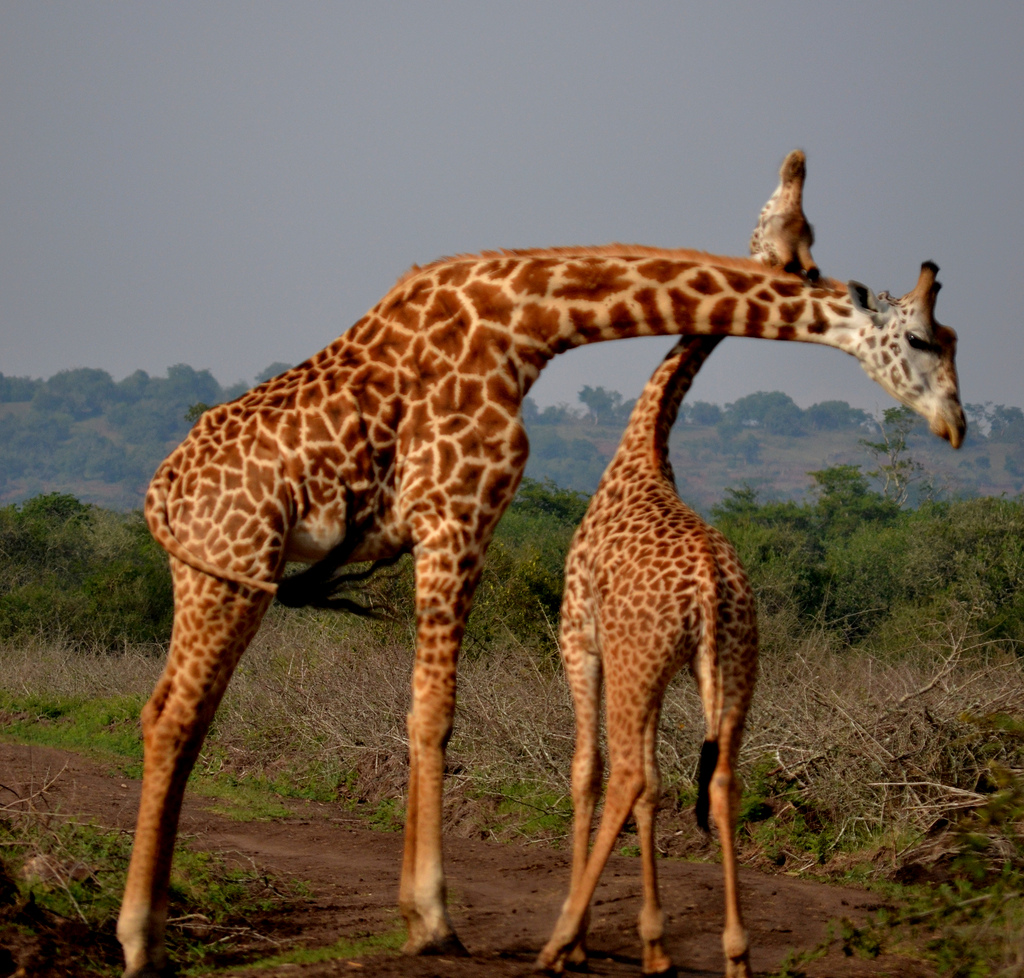
Jirafas en el parque nacional Akagera

La mayor diversidad de grandes mamíferos se encuentra en los tres parques nacionales, designados zonas de conservación. Akagera contiene animales típicos de la sabana, como jirafas y elefantes, mientras que Volcanoes alberga aproximadamente un tercio de la población mundial de gorilas de montaña. El bosque de Nyungwe cuenta con trece especies de primates, como chimpancés comunes y monos arborícolas colobos de Ruwenzori; los colobos de Ruwenzori se desplazan en grupos de hasta 400 individuos, el mayor tamaño de tropa de todos los primates de África.
La población de leones de Ruanda fue destruida tras el genocidio de 1994, cuando los parques nacionales se convirtieron en campos de desplazados y los pastores envenenaron a los animales que quedaban. En junio de 2015, dos parques sudafricanos donaron siete leones al parque nacional de Akagera, con lo que se restableció la población de leones en Ruanda. Los leones se mantuvieron inicialmente en una zona vallada del parque y, un mes después, se les colocó un collar y se liberaron en su hábitat natural.
Dieciocho rinocerontes negros en peligro de extinción fueron llevados a Ruanda en 2017 desde Sudáfrica. Tras los resultados positivos, otros cinco rinocerontes negros fueron entregados al parque nacional de Akagera desde zoológicos de toda Europa en 2019.

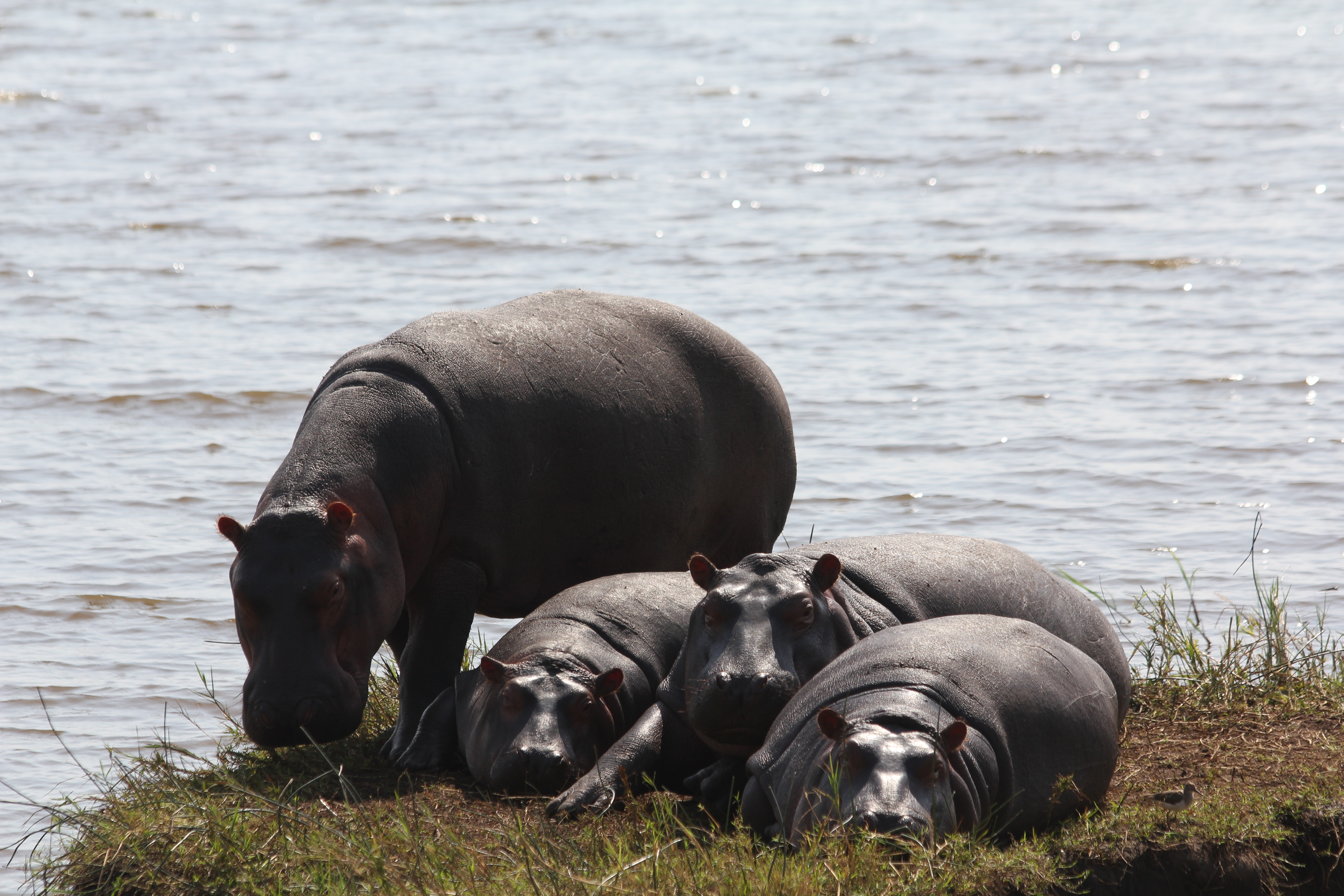
Un grupo de hipopótamos en Ruanda

Del mismo modo, la población de rinocerontes blancos está creciendo en Ruanda. En 2021, Ruanda recibió 30 rinocerontes blancos de Sudáfrica con el objetivo de que Akagera sea un lugar de cría seguro para esta especie casi amenazada.
Hay 670 especies de aves en Ruanda, con variaciones entre el este y el oeste. El bosque de Nyungwe, en el oeste, cuenta con 280 especies registradas, de las cuales 26 son endémicas del Rift Albertino; entre las especies endémicas se incluyen el turaco de Rwenzori y el espolón guapo. En el este de Ruanda, por el contrario, se encuentran aves de sabana como el gonolek de cabeza negra y las asociadas a pantanos y lagos, como cigüeñas y grullas.
Recientes trabajos entomológicos en el país han revelado una rica diversidad de mantis religiosas, incluida una nueva especie, la Dystacta tigrifrutex, apodada "mantis tigre de los arbustos".

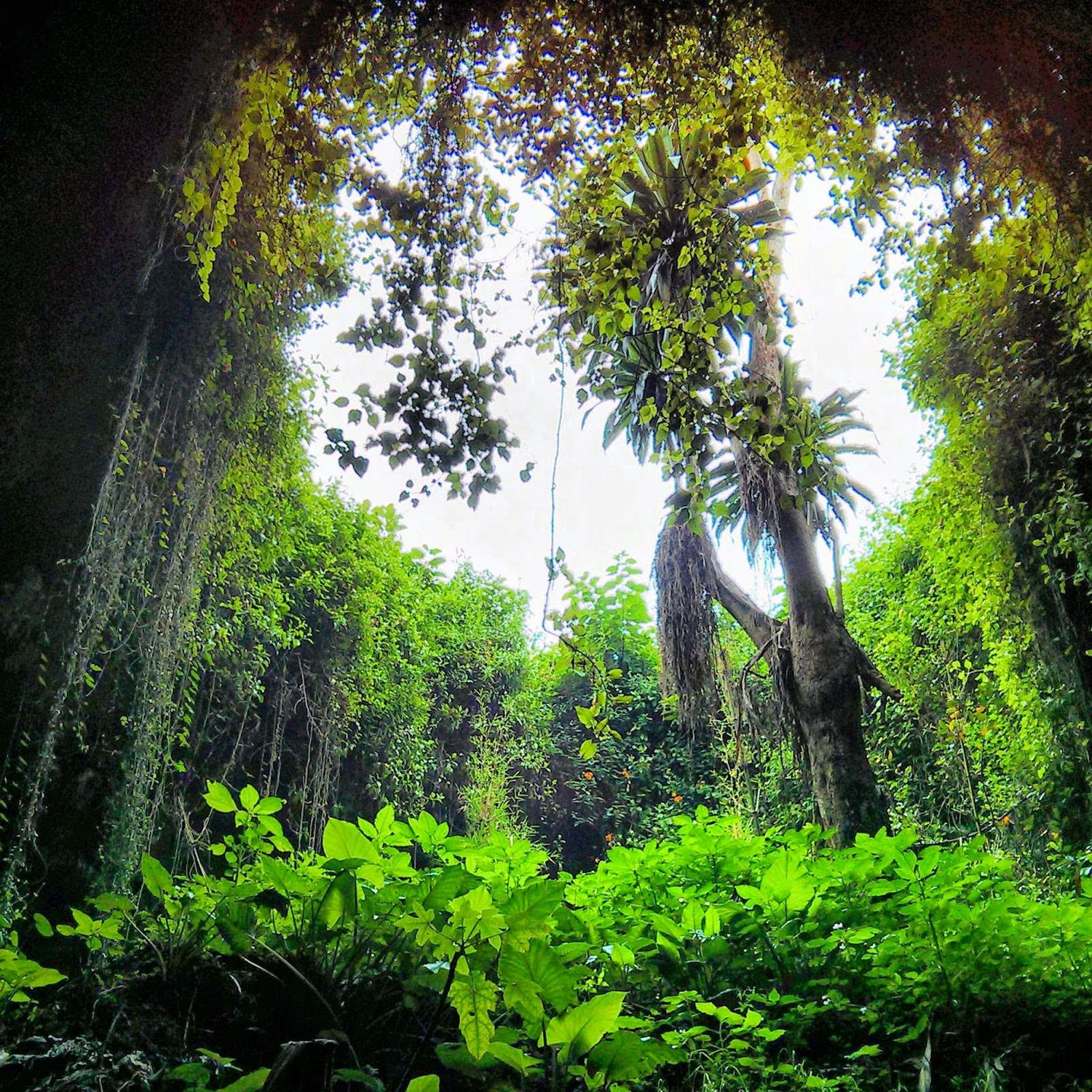
Cuevas de Musanze

Ruanda contiene tres ecorregiones terrestres: Bosques montanos del Rift Albertino, mosaico de bosque-sabana de la cuenca Victoria y páramos montanos de Ruwenzori-Virunga. El país obtuvo en 2019 una puntuación media del Índice de Integridad del Paisaje Forestal de 3,85/10, lo que lo sitúa en el puesto 139 a nivel mundial de 172 países.

### Geología
La geología de Ruanda comprende metasedimentos mesoproterozoicos, principalmente cuarcitas, areniscas y pizarras del supergrupo burundés, intruidos localmente por granito. Hay cuatro tipos de granito en el cinturón de Kibaran. En el este de Ruanda se encuentran los "granitos más antiguos", junto con gneises graníticos y migmatitas de edad paleoproterozoica. En el noroeste y suroeste se encuentran los volcanes neógenos, de edad comprendida entre el Cenozoico y el reciente. Algunos de los volcanes de la zona son muy alcalinos. En partes del Rift Occidental y a lo largo de ríos y lagos hay aluviones y sedimentos lacustres de edad cuaternaria.

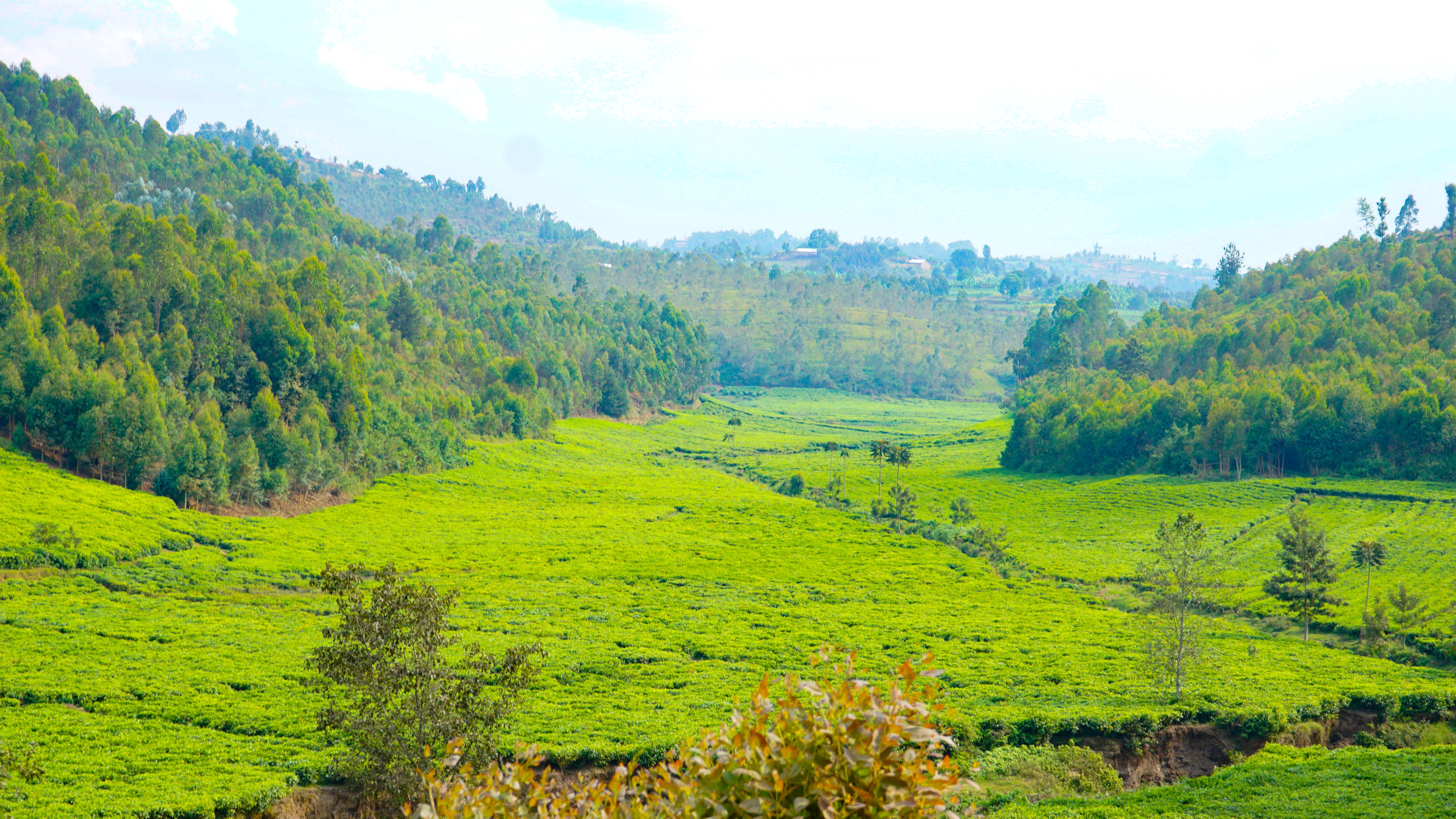
Kibeho, Ruanda

Se han observado emisiones de gases tóxicos procedentes de los volcanes Virunga.
Una parte importante de la economía ruandesa se basa en la extracción de minerales. Ruanda es el principal productor de wolframio de África, con un 70% de la producción total africana. Ruanda es el segundo productor africano de estaño y coltán, con un 20% y un 30% de la producción del país, respectivamente. Ruanda también produce el 9% del tantalio mundial. Ruanda produce piedras preciosas. Aunque una parte sustancial de la economía del país se basa en la extracción de minerales, Ruanda ha interrumpido en el pasado la extracción de minerales debido a problemas medioambientales.
Antes de 2006, se extraía gas natural del lago Kivu. Un desacuerdo entre la compañía petrolera y el Gobierno de Ruanda ha suspendido las operaciones. En esta región, las reservas de metano rico en helio se estiman en 56 650 000 000 m³. Aunque en el país se extrae petróleo, se importa más del que se exporta.

## Economía

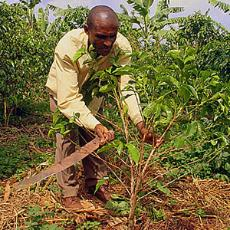
Cultivo de café en Ruanda.

Ruanda es un país de rentas bajas donde el 90 % de la población trabaja en la agricultura, principalmente de subsistencia, además de una pequeña producción mineral y procesamiento de productos agrícolas. El turismo es actualmente la principal fuente de renta del país, y desde 2008 la minería ha sobrepasado al café y té como principal fuente de productos para exportación, destacando la casiterita de donde se extrae estaño, además de pequeñas cantidades de berilio.
El genocidio del 1994 destruyó la frágil base de la economía, aumentó la pobreza en especial de las mujeres, y temporalmente creó dificultades para atraer capitales externos. Sin embargo, el país hizo grandes progresos para estabilizar y rehabilitar la economía a niveles anteriores al 1994.
A partir de 2006 el país entró en un período de fuerte crecimiento económico, consiguiendo registrar los siguientes años un crecimiento medio del 8 % anual, convirtiéndose en una de las economías de más rápido desarrollo en África. Este crecimiento económico sostenido ha estado acompañado de una reducción de los niveles de pobreza desde el 70 % en 1994 al 45 % en 2011. Las infraestructuras se han desarrollado rápidamente, con un aumento del número de conexiones a la red eléctrica desde 91 000 en 2006 a 215 000 en 2011.
La unidad monetaria del país es el franco ruandés.
Según el Índice mundial de innovación, a cargo de la Organización Mundial de la Propiedad Intelectual, en 2024, Ruanda se ubicó en lugar 104 en innovación entre 133 países del mundo; mientras que en 2023 ocupó el lugar 103 y el lugar 105 en 2022.

## Infraestructura

### Transporte

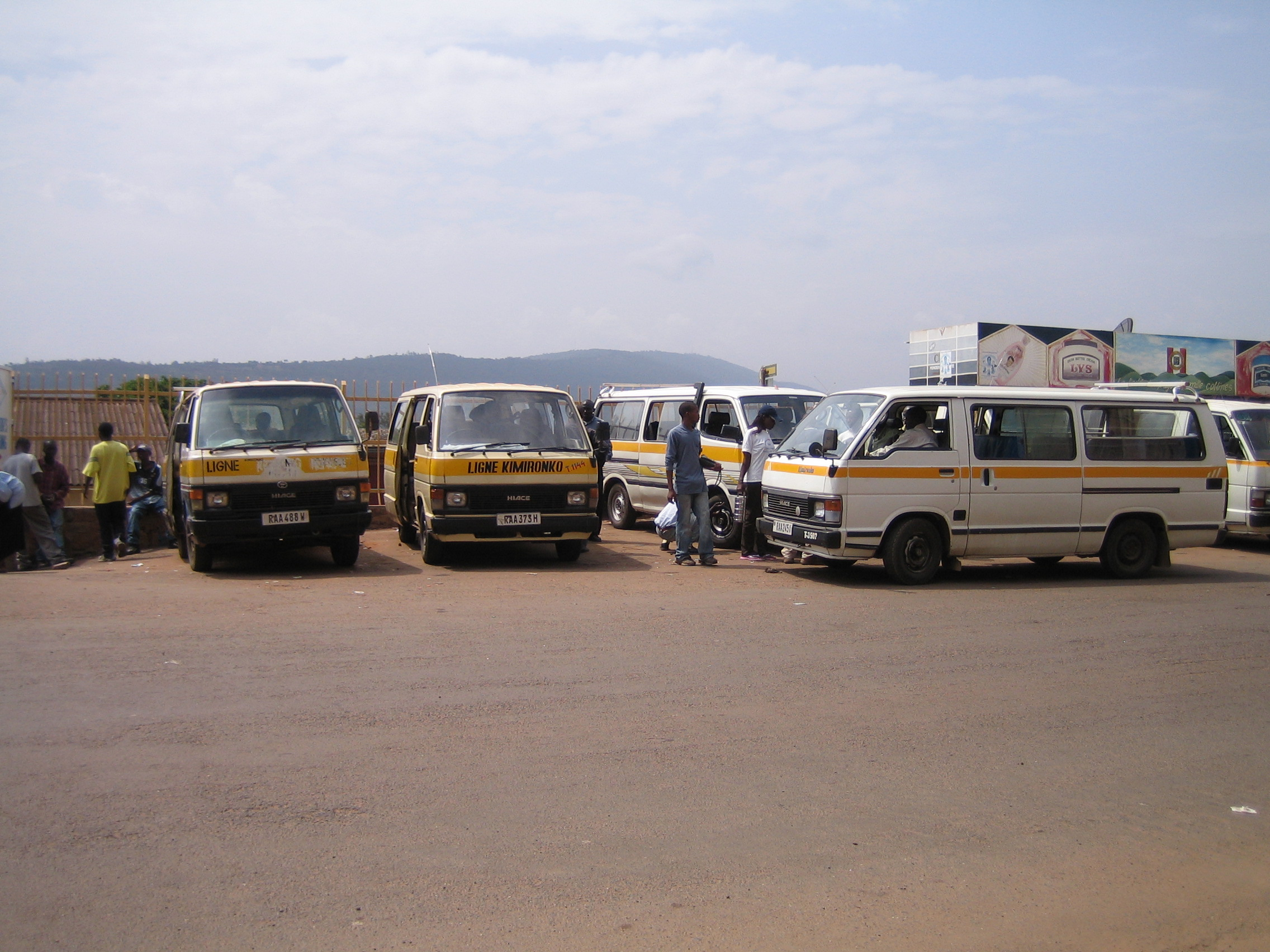
Una pequeña flota de autobuses en un departamento de transportes en Kigali.

El sistema de transporte en Ruanda se centra principalmente alrededor de la red de carreteras, con caminos pavimentados construidos por obreros chinos entre la capital, Kigali y la mayor parte de otras ciudades del país. Ruanda también está unida por carretera con otros países en África, vía por la que se realizan la mayoría de importaciones y exportaciones del país. Cuenta con un aeropuerto internacional en Kigali, sirviendo una línea nacional y varias internacionales, y también ha limitado el transporte de agua entre los puertos sobre el Lago Kivu. Se han realizado grandes inversiones en la infraestructura de transporte desde el genocidio de 1994, con la ayuda de la Unión Europea, China, Japón y otros.
La forma principal de transporte público en el país son los colectivos, con rutas expresas que unen las ciudades principales y servicios locales que sirven a la mayor parte de pueblos a lo largo de las carreteras principales del país. Los servicios de ómnibus están disponibles a varios destinos en países vecinos. En 2006, los chinos propusieron financiar un estudio para la construcción de un ferrocarril que uniera Buyumbura en Burundi, con Kigali en Ruanda e Isaka en Tanzania.

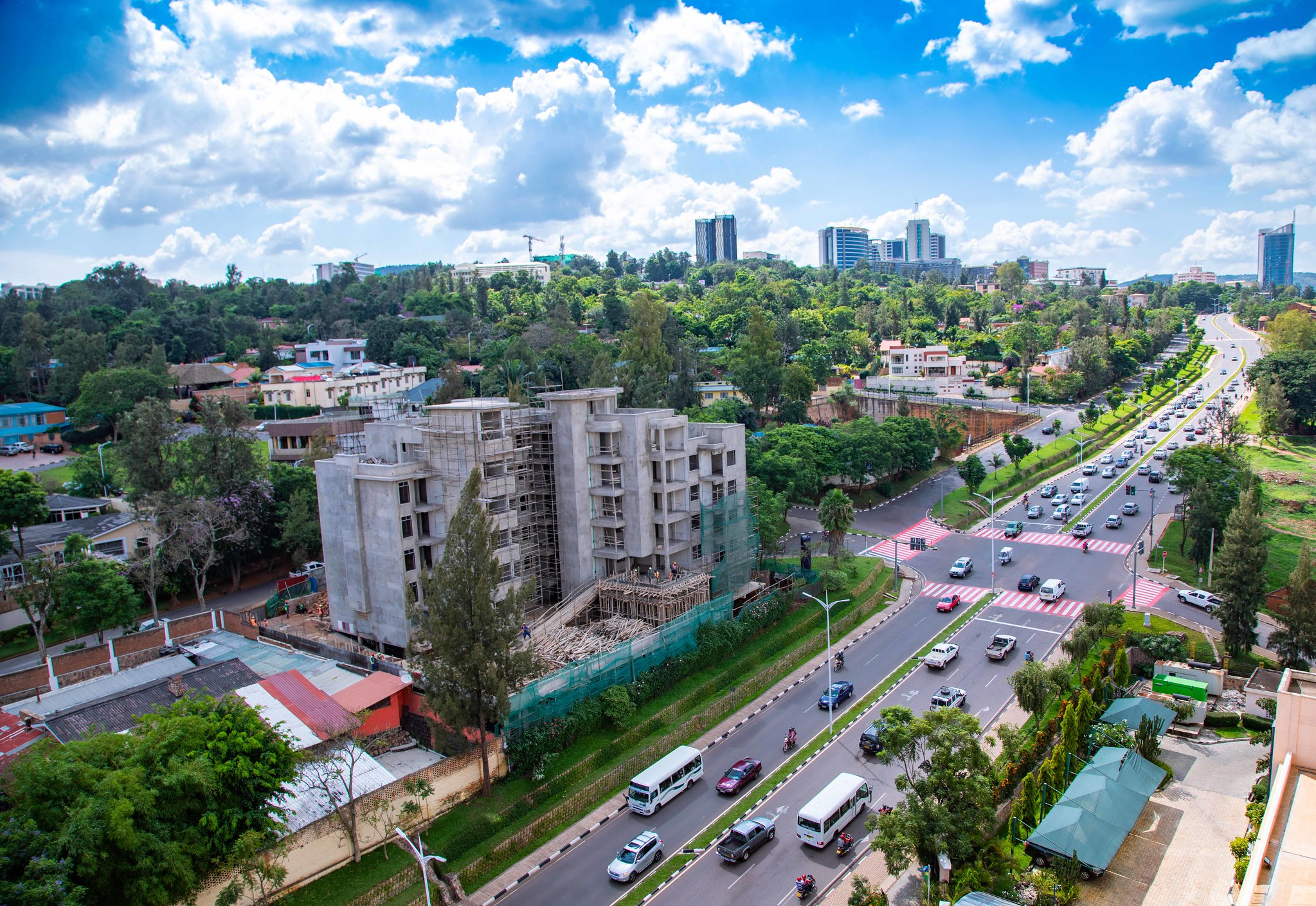
Vista de Kigali, la capital de Ruanda

## Demografía
La densidad de población de Ruanda, incluso tras el genocidio, está entre las más altas del África Subsahariana, con 482 hab/km² y un total de población de 12 301 393 según estimaciones del Banco Mundial para 2018.
La población indígena consiste en tres grupos étnicos. Los hutus, que son mayoría (85 %), son granjeros de origen bantú. Los tutsis (14 %) son pastores que llegaron a la región en el siglo XV. Hasta 1959 eran la casta dominante de un sistema feudal. Los batwa (pigmeos) (1 %) se cree que son lo que queda de los primeros habitantes de la región. Muchos ruandeses han emigrado a otros países para buscar mejores condiciones de vida, sobre todo después de la guerra. Francia y la antigua metrópoli, Bélgica, son los dos destinos principales de los ruandeses en el exterior.
Más de la mitad de la población está alfabetizada, aunque no más del 5 % ha recibido educación secundaria. Durante 1994-95, se reabrieron la mayoría de escuelas primarias y más de la mitad de las escuelas secundarias. La universidad nacional de Butare, a la que acuden más de 7000 estudiantes, reabrió sus puertas en abril de 1995. La reconstrucción del sistema educativo sigue siendo una prioridad del gobierno de Ruanda.
La distribución de las creencias religiosas en Ruanda en 2001 eran de un 56,5 % de católicos, un 26 % de protestantes, un 11,1 % de adventistas, un 4,6 % de musulmanes, 0,1 % de creencias indígenas y un 1,7 % sin religión.

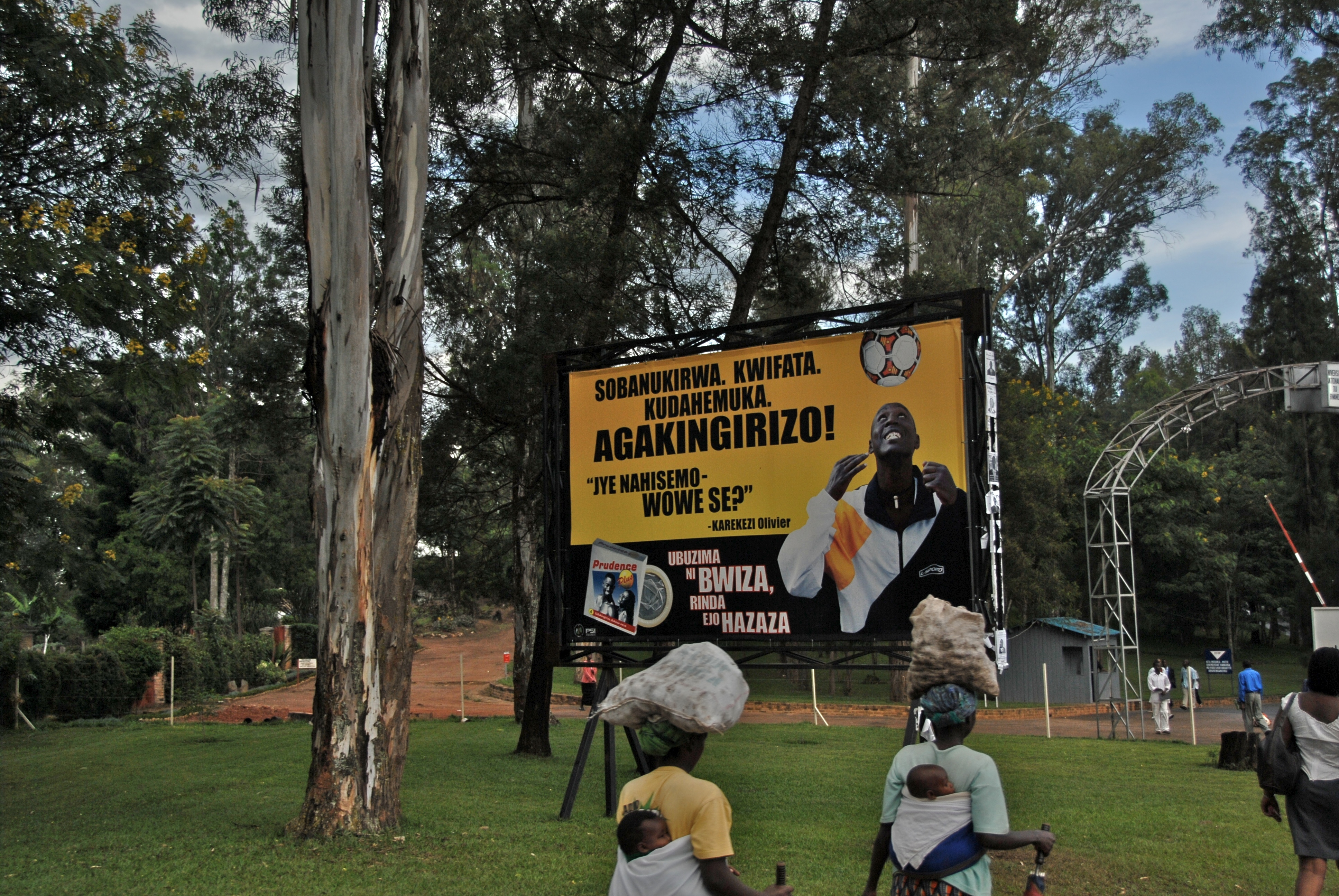
Un cartel en Ruanda en kiñaruanda el idioma principal del país

### Idiomas
Ruanda es, oficialmente, un país multilingüe. El kiñaruanda, el inglés, el francés y Suajili son a fecha de hoy los idiomas oficiales. El kiñaruanda es la lengua hablada por la gran mayoría de la población; en 2002, era la lengua hablada por el 99% de sus habitantes.
El francés y el kiñaruanda son las lenguas oficiales de Ruanda desde la presencia belga a principios del siglo XX. El dictador Juvénal Habyarimana suprimió la enseñanza del francés en las escuelas primarias, pero fue restablecida tras el genocidio tutsi por el gobierno de unidad nacional. Sin embargo, las tensas relaciones entre el nuevo gobierno y Francia desde el genocidio de 1994, el regreso de muchos tutsis que se habían criado en Uganda (donde el inglés es la lengua oficial junto con el suajili) y el alineamiento del país con Estados Unidos llevaron al gobierno a querer sustituir el francés por el inglés. El inglés se convirtió en lengua oficial en 2003, junto con el kiñaruanda y el francés.

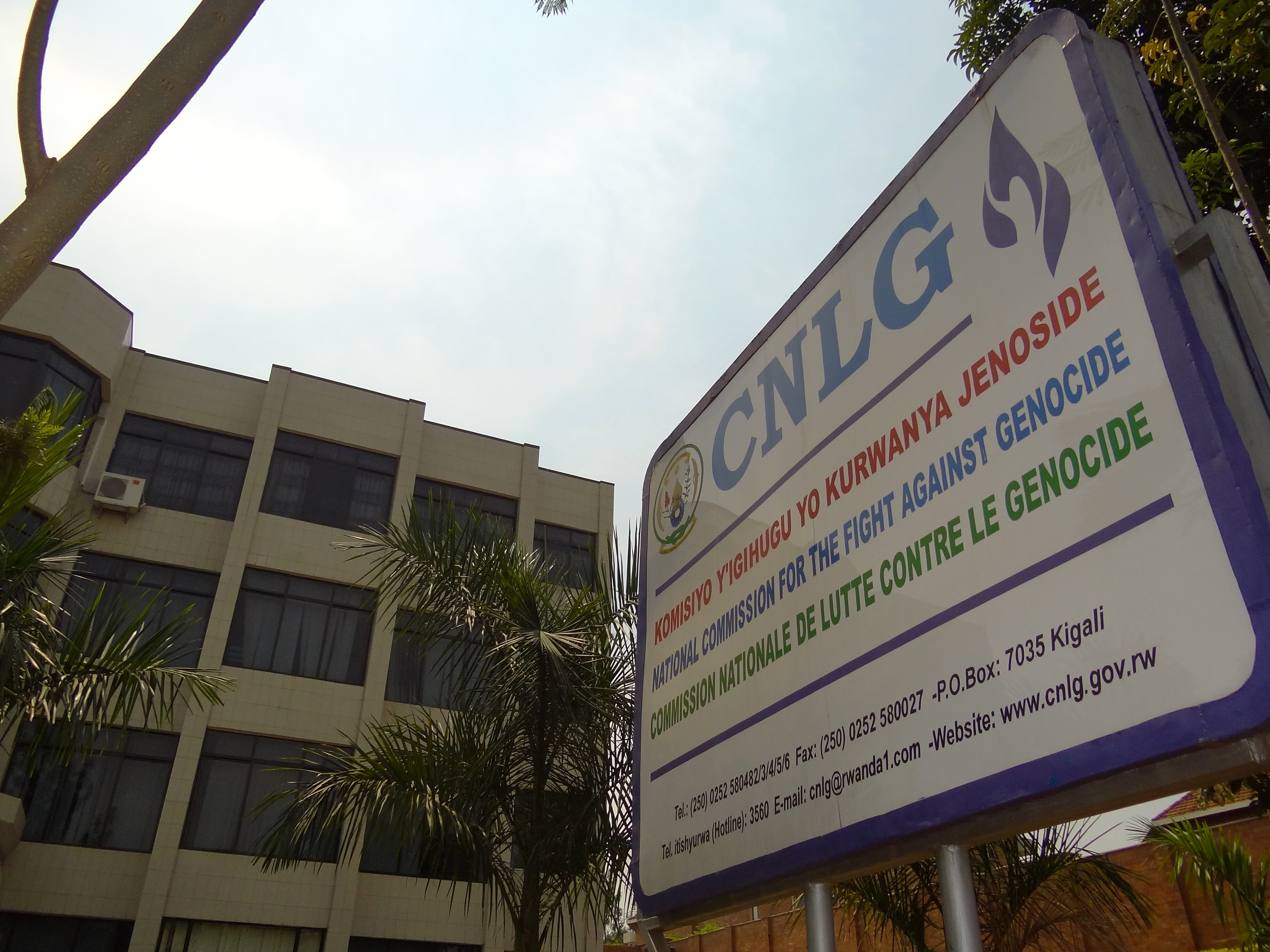
Un cartel en Ruanda en kiñaruanda, inglés y francés

En 2010, el inglés se convirtió en la única lengua de la enseñanza pública, sustituyendo al francés, mientras que en 2002, solo 8 años antes, el francés era la segunda lengua más hablada en el país después del kiñaruanda. En diciembre de 2014, los nuevos billetes de franco ruandés se emitieron en inglés y kiñaruanda; el francés había desaparecido, señal de que esta lengua está en declive en el país. Sin embargo, desde 2016, el francés vuelve a enseñarse a partir del cuarto curso de primaria, según el periódico Igihe.
En febrero de 2017, la Asamblea Nacional aprobó una ley que convierte el suajili en lengua oficial. Algunos ruandeses huyeron del genocidio exiliándose en países de habla suajili del este de África. Cuando regresaron a su país, hablaban suajili. Ruanda también ha formado una alianza política, dentro de la Comunidad del África Oriental, con los países vecinos que tienen el suajili como lengua oficial, y Ruanda se ha comprometido con esta comunidad a hacer del suajili una lengua oficial. Cabe señalar que esta lengua se enseña desde los años setenta en algunos centros de enseñanza secundaria del país. También figuraba en el plan de estudios del Departamento de Lenguas y Literaturas Africanas de la Facultad de Letras de la antigua Universidad Nacional de Ruanda, en el campus de Ruhengeri.

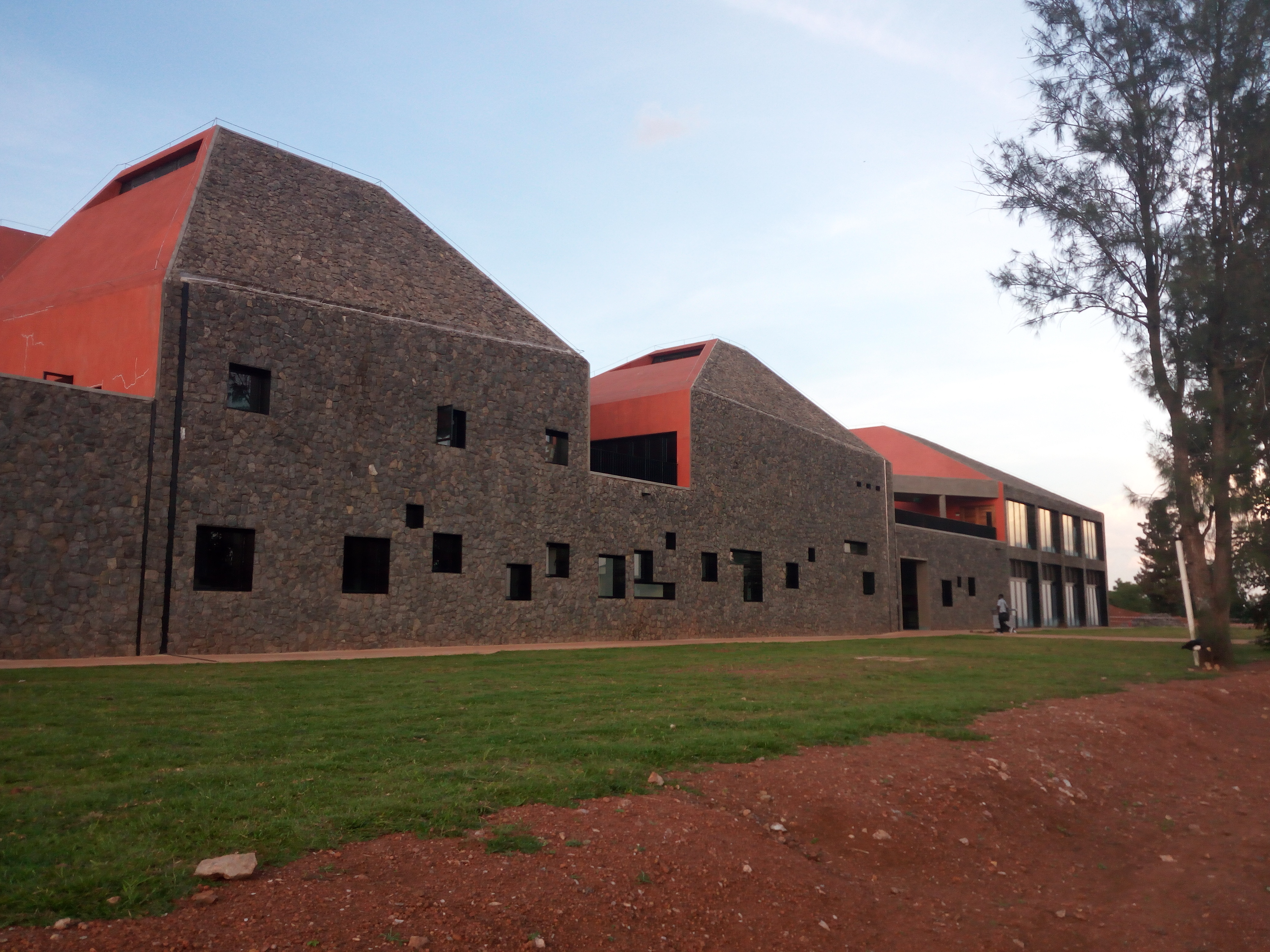
Fachada de la Escuela de Arquitectura de Kigali

### Educación

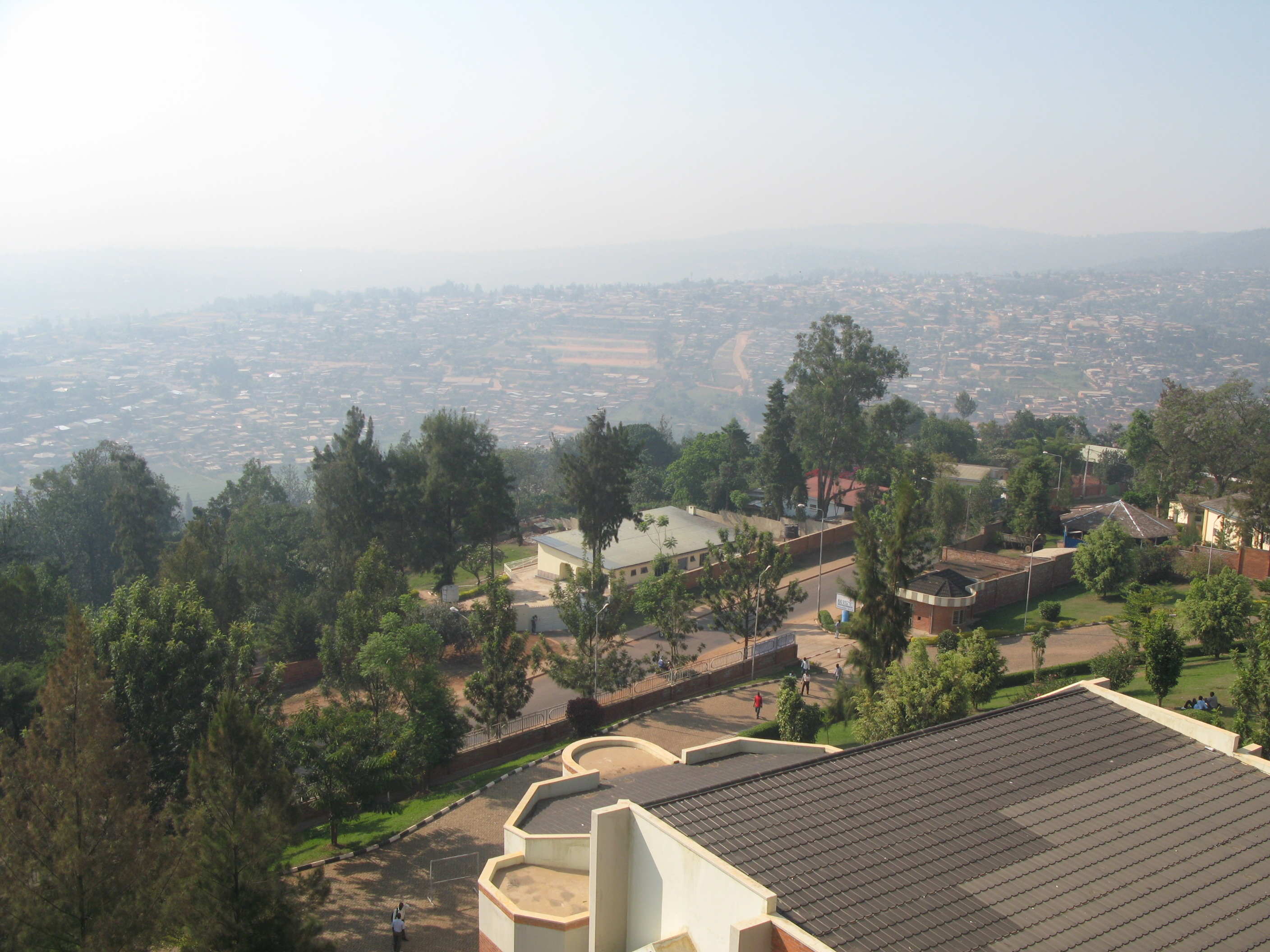
Instituto de Ciencia y Tecnología de Kigali

El gobierno de Ruanda ofrece educación gratuita en las escuelas durante nueve años, seis de primaria y tres de secundaria. El presidente Paul Kagame anunció durante su campaña de reelección en 2010 que pretendía ampliar la educación gratuita para también cubrir los últimos tres años de secundaria. Muchos niños pobres no asisten a clases debido a que tienen que comprar uniformes y materiales escolares. Hay muchas escuelas privadas en el país, siendo que algunas son administradas por la iglesia. Desde 1994 hasta 2009 la educación secundaria se ofrecía en inglés o francés, pero debido al aumento de los lazos con la Comunidad de África Oriental y la Commonwealth ahora solo se utiliza el inglés. La tasa de alfabetización del país, para mayores de 15 años, era del 71 % en 2009, siendo en 1991 del 58 % y en 1978 del 38 %.

### Salud
La calidad de la atención médica en Ruanda ha sido históricamente muy baja, tanto antes como inmediatamente después del genocidio de 1994. En 1998, más de uno de cada cinco niños fallecía antes de cumplir cinco años, a menudo a causa de la malaria.
El presidente Kagame ha convertido la atención médica en una de las prioridades del programa de desarrollo «Visión 2020», aumentando el gasto en atención médica al 6.5 % del producto interno bruto del país en 2013, en comparación con el 1.9 % en 1996. El gobierno ha descentralizado la financiación y gestión de la atención médica a las comunidades locales, a través de un sistema de proveedores de seguros de salud llamado mutuelles de santé. Las mutuelles se implementaron como prueba piloto en 1999 y estuvieron disponibles a nivel nacional a mediados de la década de 2000, con la ayuda de socios internacionales para el desarrollo.

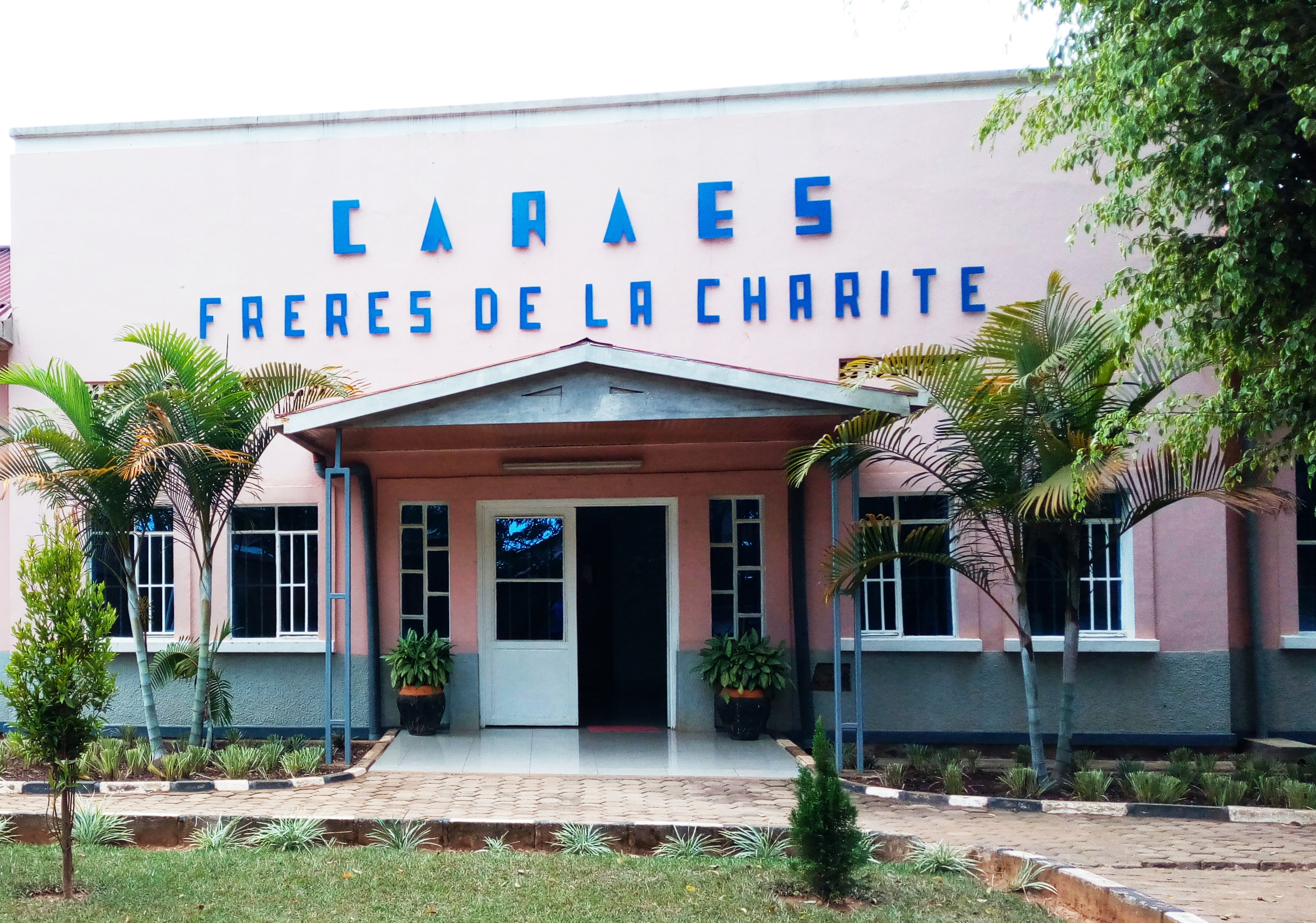
Un Hospital Neuropsiquiátrico en Ndera

Las primas del esquema eran inicialmente de 2 $ por año; desde 2011, la tasa ha variado en una escala móvil, siendo gratuita para los más pobres y las primas máximas aumentando a 8 $ por adulto. A partir de 2014, más del 90 % de la población estaba cubierta por el servicio público.
El gobierno también ha establecido institutos de formación, incluido el Instituto de Salud de Kigali (KHI), fundado en 1997 y que ahora forma parte de la Universidad de Ruanda. En 2005, el presidente Kagame también lanzó un programa conocido como la Iniciativa Presidencial contra la Malaria. Esta iniciativa tenía como objetivo llevar los materiales más necesarios para la prevención de la malaria a las áreas más rurales de Ruanda, como mosquiteros y medicamentos.

En los últimos años, Ruanda ha experimentado mejoras en varios indicadores clave de salud. Entre 2005 y 2013, la esperanza de vida aumentó de 55'2 a 64'0 años, la mortalidad infantil disminuyó de 106.4 a 52.0 por cada 1,000 nacidos vivos y la incidencia de tuberculosis bajó de 101 a 69 por cada 100,000 habitantes. El progreso del país en el ámbito de la salud ha sido destacado por los medios internacionales y organizaciones benéficas. The Atlantic dedicó un artículo a "La histórica recuperación de la salud en Ruanda". Partners In Health describió los avances en salud como "entre los más radicales que el mundo ha visto en los últimos cincuenta años".

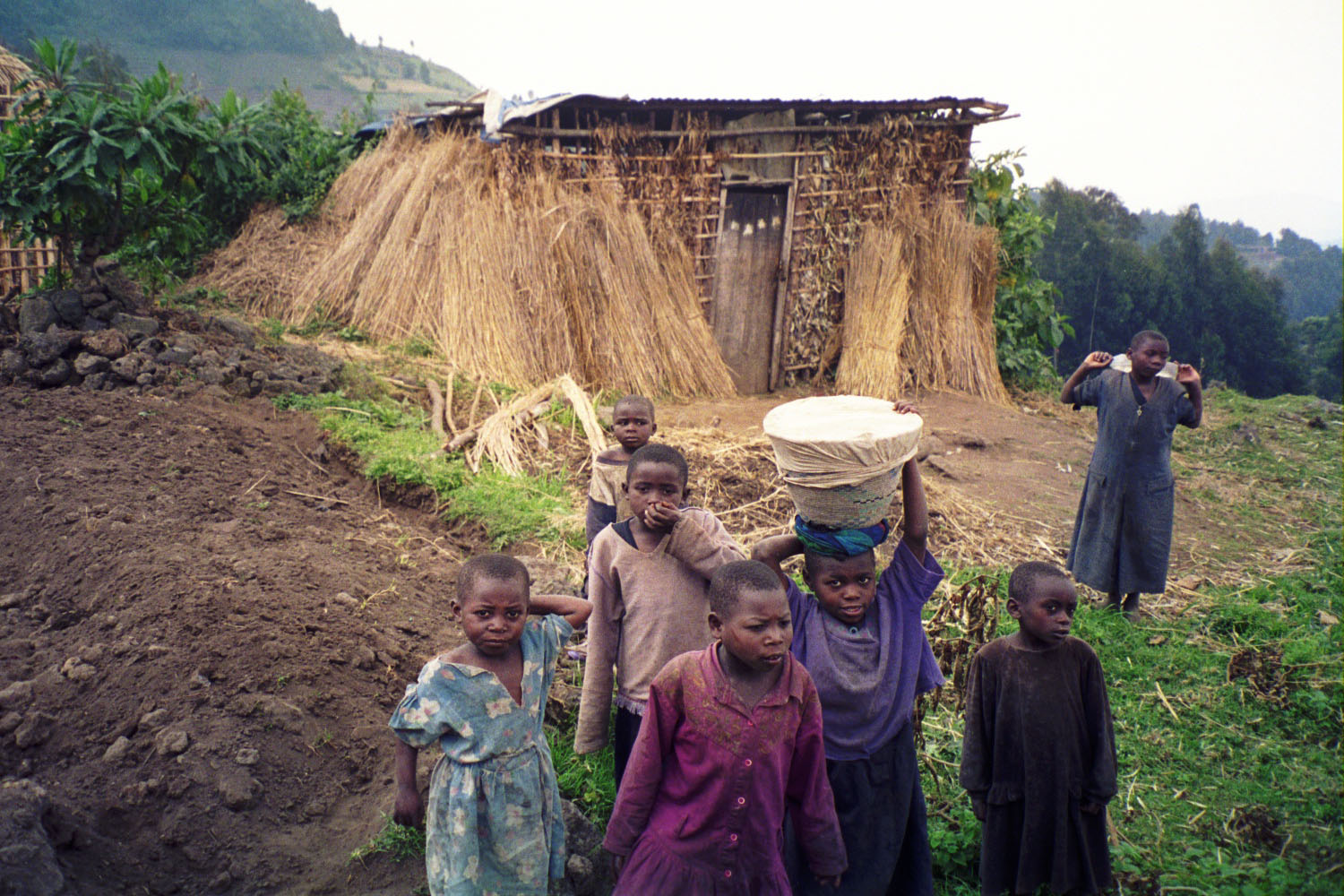
Niños ruandeses en el medio rural.

A pesar de estas mejoras, el perfil de salud del país sigue estando dominado por enfermedades transmisibles, y la Agencia de los Estados Unidos para el Desarrollo Internacional ha descrito "desafíos de salud significativos", incluida la tasa de mortalidad materna, que califica como "inaceptablemente alta", así como la continua epidemia de VIH/sida. Según los Centros para el Control y Prevención de Enfermedades de los Estados Unidos, se recomienda a los viajeros a Ruanda que tomen medicamentos preventivos contra la malaria y que se aseguren de estar al día con las vacunas.
Ruanda también enfrenta una escasez de profesionales médicos, con solo 0.84 médicos, enfermeras y parteras por cada 1,000 residentes. El Programa de las Naciones Unidas para el Desarrollo (PNUD) está monitoreando el progreso del país hacia los Objetivos de Desarrollo del Milenio 4-6, que se relacionan con la atención médica. Un informe del PNUD a mediados de 2015 señaló que el país no estaba en camino de alcanzar el objetivo 4 sobre la mortalidad infantil, a pesar de haber disminuido drásticamente; el país está "haciendo buen progreso" hacia el objetivo 5, que es reducir en tres cuartas partes la tasa de mortalidad materna, mientras que el objetivo 6 aún no se ha alcanzado, ya que la prevalencia del VIH no ha comenzado a disminuir.

## Deporte
El Gobierno ruandés, a través de su Política de Desarrollo del Deporte, promueve el deporte como una importante vía para el "desarrollo y la consolidación de la paz", y se ha comprometido a fomentar el uso del deporte para diversos objetivos de desarrollo, incluida la educación.
Los deportes más populares en Ruanda son el fútbol asociación, el voleibol, el baloncesto, el atletismo y los deportes paralímpicos. El críquet ha ido ganando popularidad como resultado del regreso de los refugiados de Kenia, donde habían aprendido a jugar a este deporte. El ciclismo, tradicionalmente considerado en gran medida como un medio de transporte en Ruanda, también está ganando popularidad como deporte, y el Equipo Ruanda ha sido objeto de un libro, Land of Second Chances: The Impossible Rise of Rwanda's Cycling Team y de una película, Rising from Ashes.

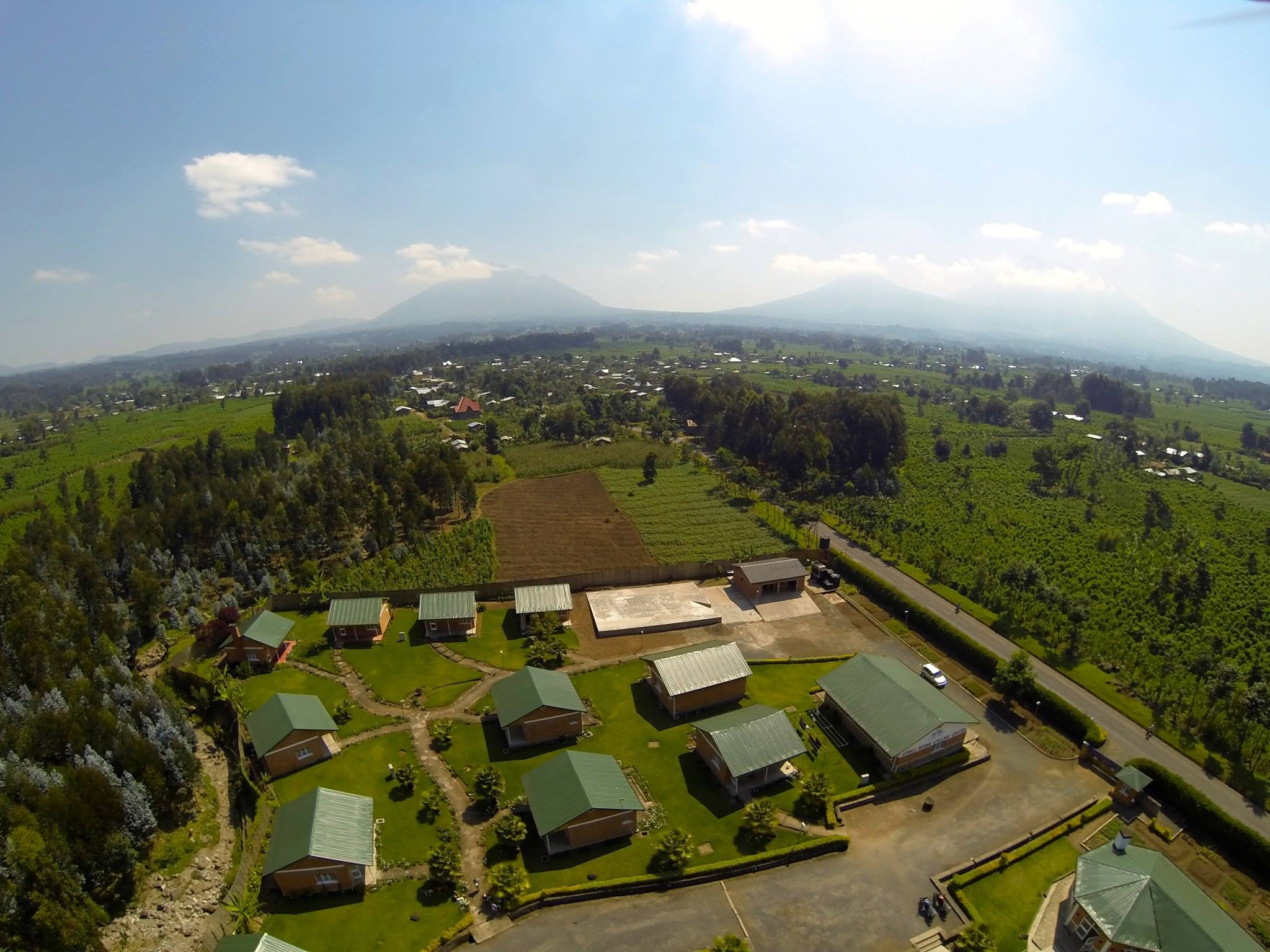
Un Centro de Ciclismo en Ruanda

Los ruandeses llevan compitiendo en los Juegos Olímpicos desde 1984, y en los Juegos Paralímpicos desde 2004. El país envió a siete competidores a los Juegos Olímpicos de Verano de 2012 en Londres, representándolo en atletismo, natación, ciclismo de montaña y judo, y a 15 competidores a los Juegos Paralímpicos de Verano de Londres para competir en atletismo, levantamiento de potencia y voleibol sentado. El país también ha participado en los Juegos de la Commonwealth desde su adhesión en 2009. La selección nacional de baloncesto ha ido ganando importancia desde mediados de la década de 2000, y el equipo masculino se ha clasificado para la fase final del Campeonato Africano de Baloncesto en cuatro ocasiones consecutivas desde 2007.
El país presentó sin éxito su candidatura para albergar el torneo de 2013. La selección nacional de fútbol de Ruanda ha participado una vez en la Copa Africana de Naciones, en la edición de 2004, pero no superó la fase de grupos por muy poco. Desde entonces, el equipo no se ha clasificado para la competición y nunca se ha clasificado para la Copa Mundial.

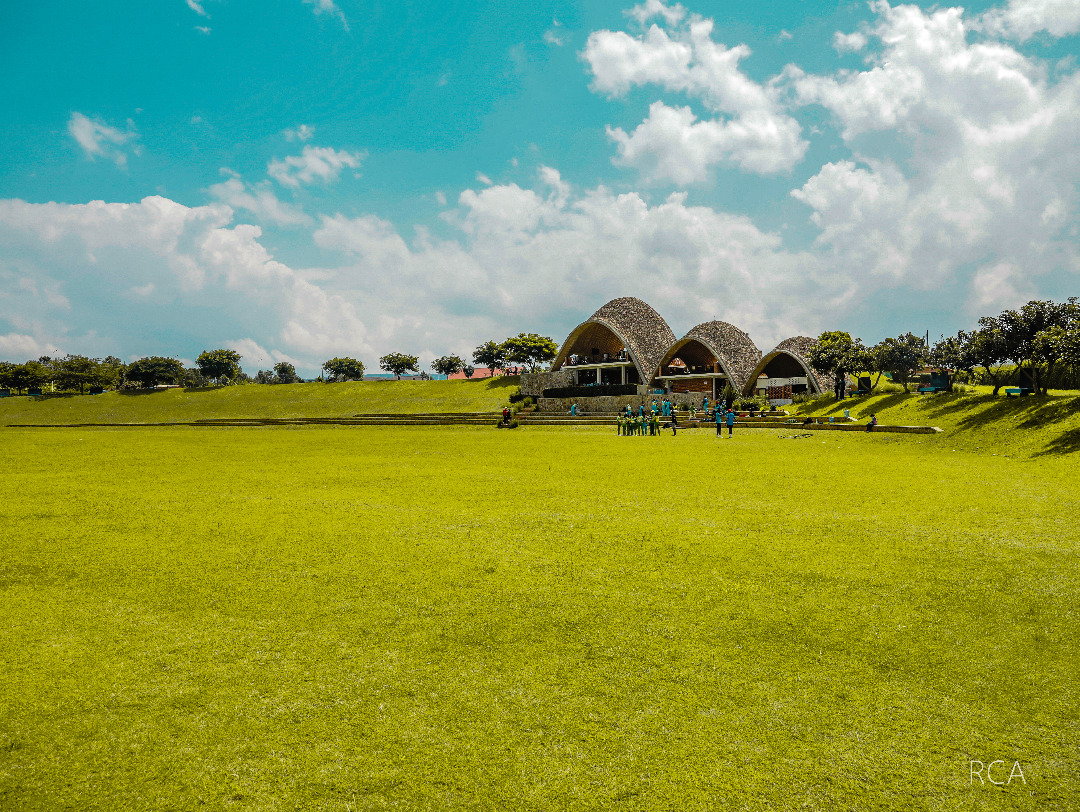
Campo para Críquet en Ruanda

La máxima competición nacional de fútbol de Ruanda es la Liga Nacional de Fútbol de Ruanda; desde 2015, el equipo dominante es el APR FC de Kigali, que ha ganado 13 de los últimos 17 campeonatos. Los clubes ruandeses participan en la Copa Interclubes Kagame para equipos de África Central y Oriental, patrocinada desde 2002 por el presidente Kagame.

## Cultura

### Arquitectura
La arquitectura ruandesa se ha visto influida por muchas fuerzas externas desde los primeros periodos, como hay constancia, al igual que la mayoría de las demás tradiciones arquitectónicas, sobre todo en África. Desde finales del siglo XV, las regiones costeras también han recibido la influencia de la arquitectura occidental, que ahora es una fuente importante para muchas estructuras de gran tamaño, sobre todo en las grandes ciudades.

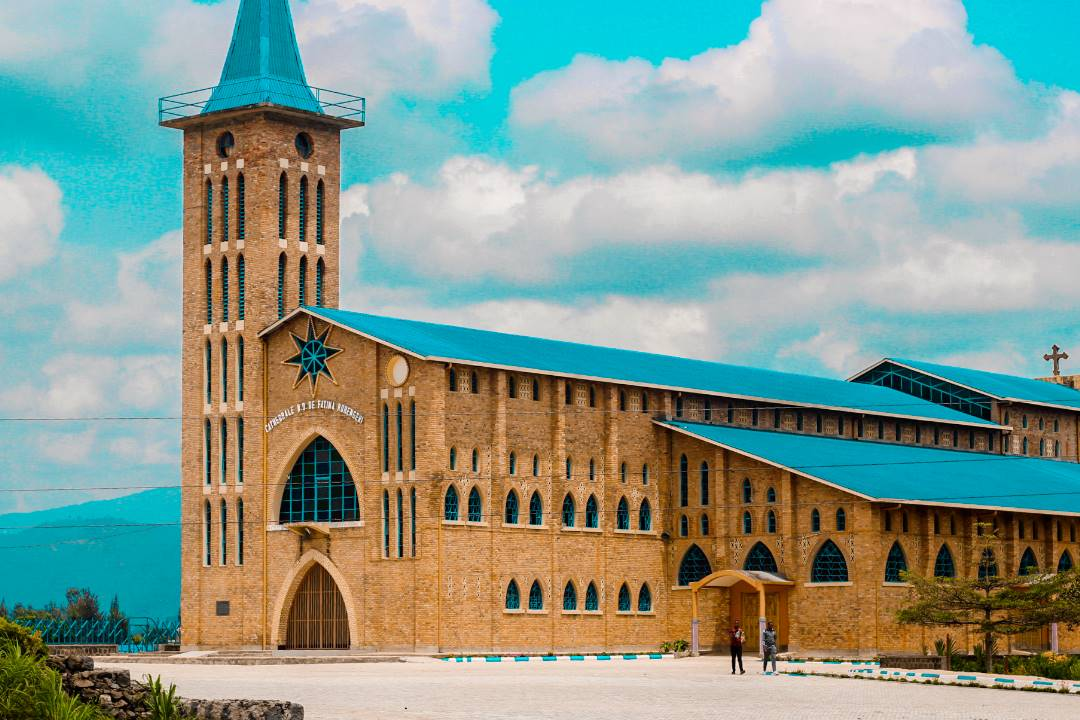
Catedral de Nuestra Señora de Fátima en Ruhengeri

Los materiales utilizados en la arquitectura ruandesa son diversos, como heno, palos o madera, barro, ladrillos de barro, tierra apisonada y piedra. En Ruanda o en cualquier otra nación de África Central, un muro podía construirse con barro y madera. Las casas no se agrupaban en pequeñas aldeas, sino que estaban dispersas por las colinas y ocupadas por personas del mismo linaje.
Cada casa estaba rodeada de campos sembrados principalmente de patatas, plátanos, sorgo y judías. Entre los ricos había varias cabañas: una cabaña para el jefe; una segunda cabaña, normalmente la de la mujer; una tercera cabaña reservada para cocinar; y una cuarta cabaña reservada para las adolescentes o los visitantes.
La entrada del recinto y la de la casa estaban en el mismo eje. Las estructuras más pequeñas, como graneros o gallineros, se alojaban dentro del recinto.
Ruanda se distingue por haber sido construida originalmente por hombres. El tamaño de las construcciones viene determinado por el tamaño de una persona tumbada en el suelo con el brazo derecho extendido. Según el estatus social y las necesidades del propietario, se elige esta dimensión.
Cada choza tiene una sola entrada protegida por un porche tejido, lo que crea un edificio bello y bien aislado, adecuado para la alta humedad y las temperaturas de las tierras altas de Ruanda. El tipo de vivienda con patio incluye zonas para cocinar, baños y tiendas.

### Medios de Comunicación
La mayoría de los ruandeses tienen acceso a la radio; durante el genocidio de 1994, la emisora Radio Télévision Libre des Mille Collines emitió en todo el país y contribuyó a alimentar las matanzas con propaganda antitutsi. En 2015, la emisora estatal Radio Ruanda es la más importante y la principal fuente de noticias en todo el país. El acceso a la televisión es limitado, y la mayoría de los hogares carecen de aparato propio. El Gobierno puso en marcha la televisión digital en 2014, y un año después operaban siete emisoras nacionales, frente a una sola en la era analógica anterior a 2014.

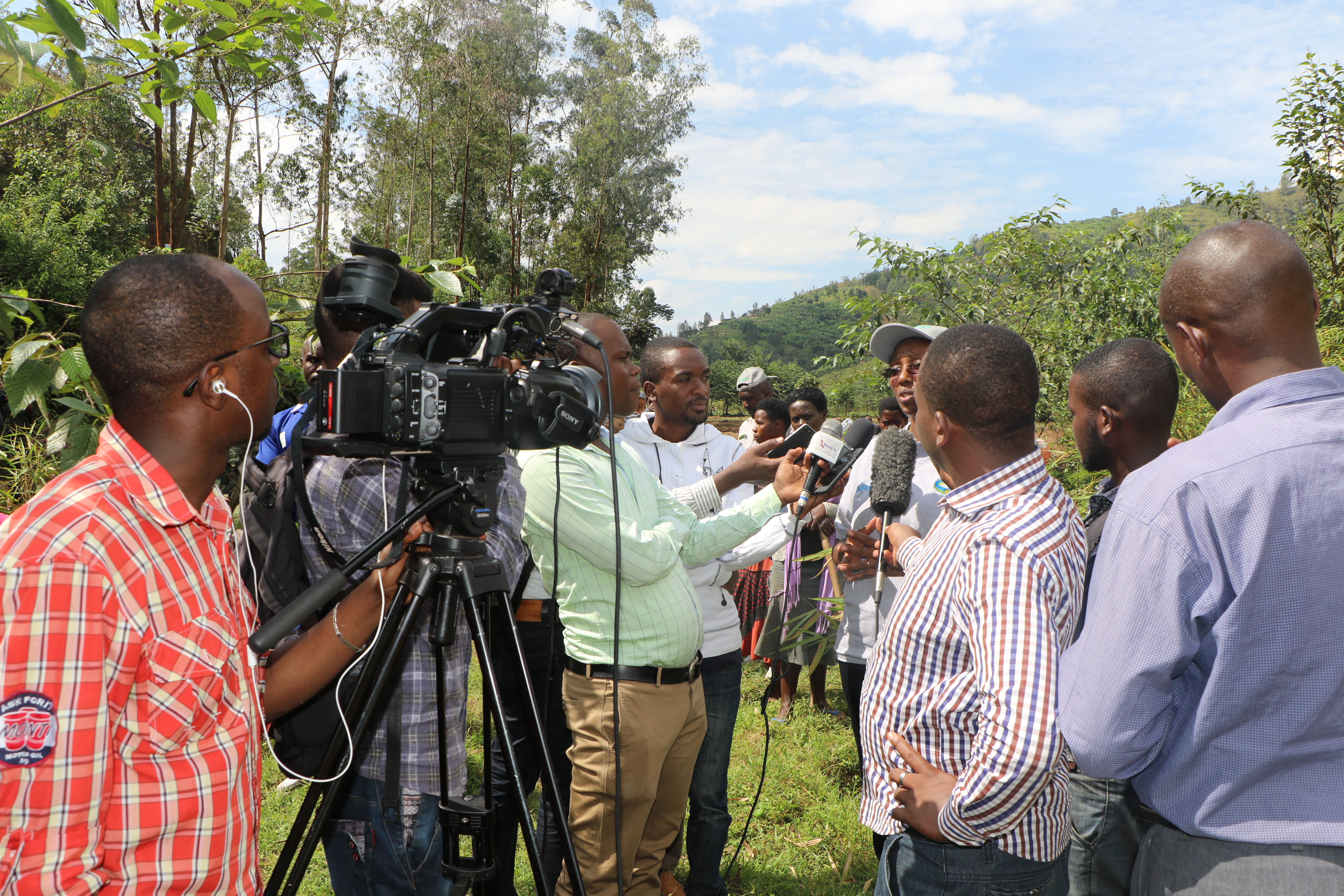
Camarógrafos y periodistas ruandeses cubriendo un evento sobre la Celebración del Día Mundial del Medio Ambiente en 2017

La prensa está fuertemente restringida, y los periódicos se autocensuran sistemáticamente para evitar represalias del Gobierno. No obstante, en Kigali se pueden encontrar publicaciones en kiñaruanda, inglés y francés críticas con el Gobierno. Las restricciones aumentaron en vísperas de las elecciones presidenciales ruandesas de 2010, y dos periódicos independientes, Umuseso y Umuvugizi, fueron suspendidos durante seis meses por el Consejo Superior de Medios de Comunicación.
El grupo de telecomunicaciones más antiguo del país, Rwandatel, entró en liquidación en 2011, tras haber sido propiedad en un 80% de la empresa libia LAP Green, que fue adquirida en 2013 por Liquid Telecom, una empresa que suministra redes de telecomunicaciones y fibra óptica en África oriental y meridional. En 2015, Liquid Telecom prestaba servicios de telefonía fija a 30.968 abonados, mientras que el operador de telefonía móvil MTN Ruanda daba servicio a otros 15.497 abonados de línea fija. Las líneas fijas son utilizadas principalmente por instituciones gubernamentales, bancos, ONG y embajadas, y los niveles de suscripción privada son bajos.

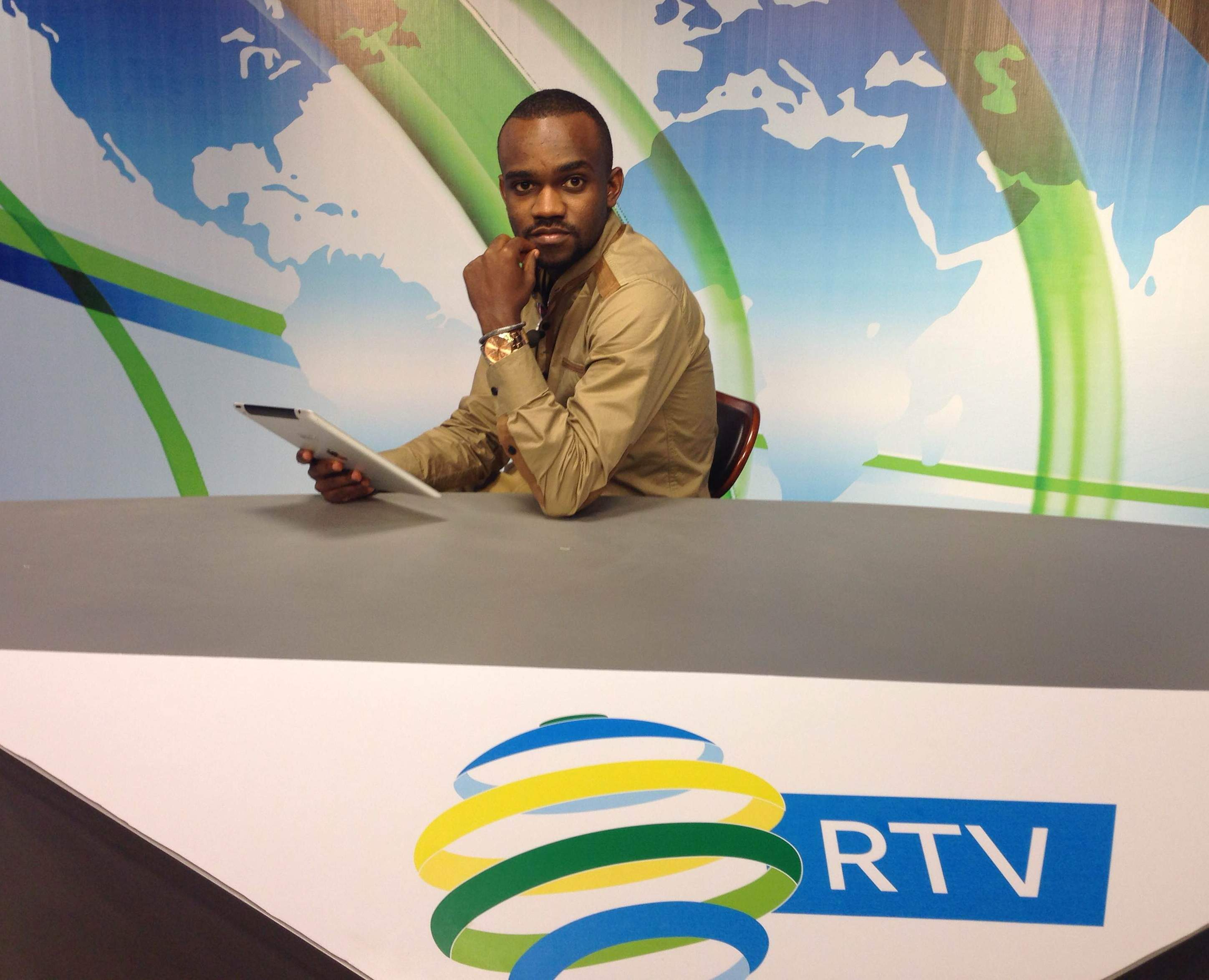
Un presentador en los estudios de Rwanda Television (Televisión de Ruanda)

En 2015, la penetración de la telefonía móvil en el país era del 72,6%, frente al 41,6% de 2011. MTN Rwanda es el principal proveedor, con 3.957.986 abonados, seguido de Tigo, con 2.887.328, y Bharti Airtel, con 1.336.679. Rwandatel también ha operado anteriormente una red de telefonía móvil, pero el regulador del sector revocó su licencia en abril de 2011, tras el incumplimiento por parte de la empresa de los compromisos de inversión acordados. La penetración de Internet es baja, pero aumenta rápidamente; en 2015 había 12. 8 usuarios de Internet por cada 100 habitantes, frente a los 2,1 de 2007.
En 2011, se completó una red de telecomunicaciones de fibra óptica de 2.300 kilómetros, destinada a proporcionar servicios de banda ancha y facilitar el comercio electrónico. Esta red está conectada a SEACOM, un cable submarino de fibra óptica que conecta los operadores de comunicaciones en el sur y el este de África. Dentro de Ruanda, los cables discurren a lo largo de las principales carreteras, uniendo las ciudades de todo el país. El proveedor de telefonía móvil MTN también gestiona un servicio de internet inalámbrico accesible en la mayoría de las zonas de Kigali mediante suscripción de prepago.
En octubre de 2019, Mara Corporation lanzó en Ruanda el primer teléfono inteligente fabricado en África.